# Sale delle Crociate

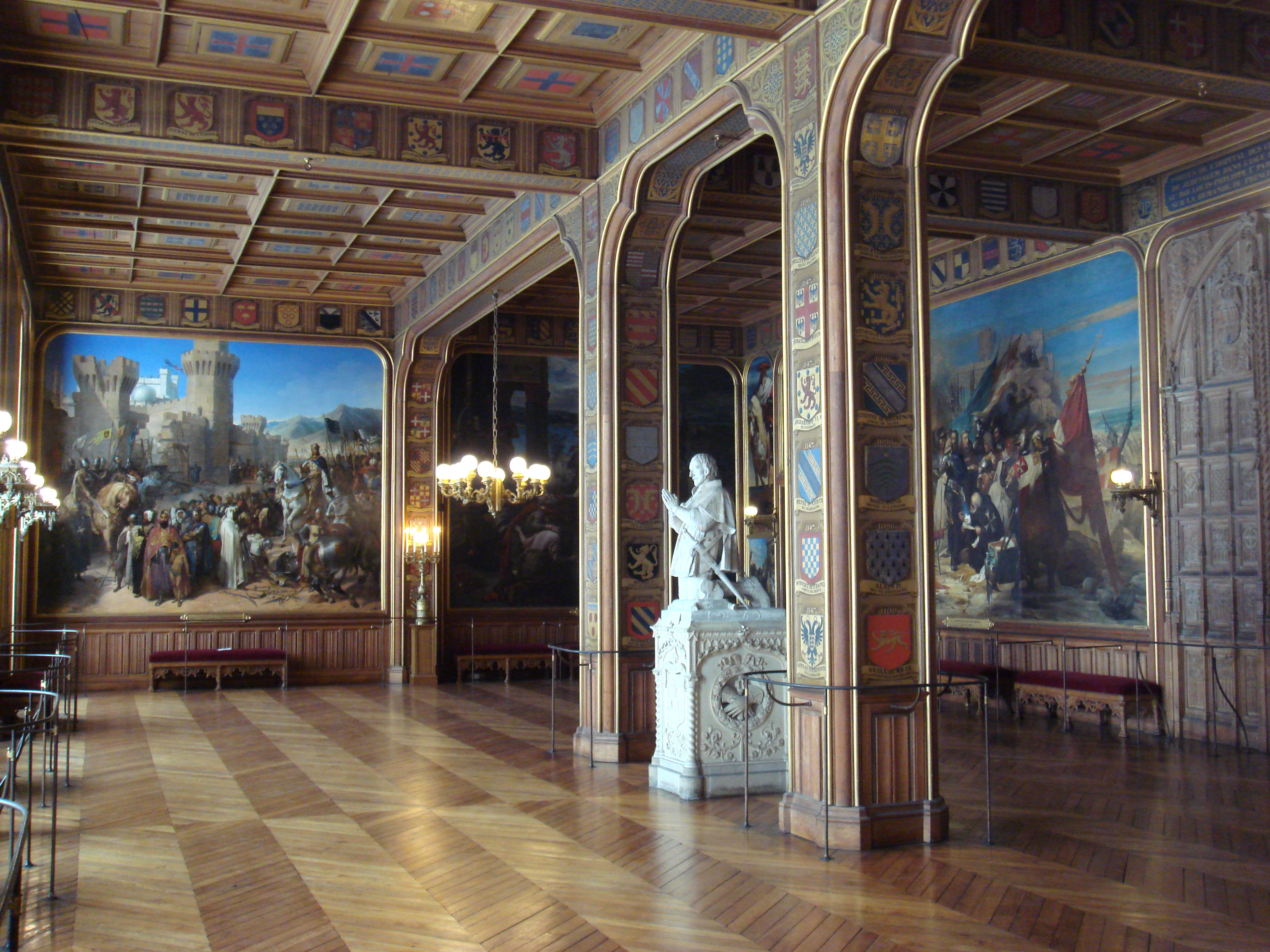
Le Sale delle Crociate

Le Sale delle Crociate sono una serie di cinque sale della Reggia di Versailles realizzate per volontà di re Luigi Filippo di Francia nel 1843 per celebrare le Crociate. In esse sono presenti gli stemmi e i nomi dei principali capi crociati.

## Antefatto
La riscoperta e lo studio del medioevo, già iniziati in Francia da prima del 1789, vennero amplificati all'indomani della Rivoluzione francese. L'apice di maggior successo fu l'anno 1831 con la pubblicazione di Notre-Dame de Paris di Victor Hugo. Fu sotto la Restaurazione del resto che il Museo del Louvre acquisì degli importanti fondi documentali di epoca medievale oltre ad una serie di collezioni di oggetti del periodo. Nel 1844 venne inaugurato il Museo Nazionale del Medioevo all' hotel de Cluny. Eugène Viollet-le-Duc, restaurò i principali siti nazionali nel corso del Secondo Impero francese. In Gran Bretagna, quasi nello stesso periodo, usciva Ivanhoe, romanzo storico di Walter Scott, mentre in Germania si diffondeva il romanticismo.
L'idea di Luigi Filippo di riprendere i temi del medioevo nella realizzazione delle Sale delle Crociate era un modo per riconciliare i francesi dopo gli eccessi dell rivoluzione, con la nuova realtà monarchica. "Ciò che re Luigi Filippo ha fatto a Versailles è buono", commentò Victor Hugo, "con la realizzazione di queste opere ha dimostrato di essere un re imparziale come i re-filosofi; ha consentito la realizzazione di un monumento nazionale in un monumento monarchico [ovvero la Reggia di Versailles], dando a questo magnifico libro un'altrettanto magnifica rilegatura che si chiama Versailles".. L'intento del "re borghese" era anche quello di riconciliarsi con gli ultimi Borboni, con la nobiltà tradizionalista e con il clero che gli erano ferocemente ostili. Nel 1830, infatti, molti ufficiali dell'esercito si erano dimessi per dimostrare la loro lealtà a Carlo X. Il tentativo di Luigi Filippo ad ogni modo fallirà miseramente in quanto la maggior parte delle famiglie che qui vennero onorate erano ormai estinte e le poche rimaste, denunciarono errori, reali o presunti, nella rappresentazione degli stemmi, mettendo in burletta l'intento originario del sovrano, non tanto per fervore storico di precisione, ma per opposizione a Luigi Filippo.
Già nel 1834, Luigi Filippo aveva deciso di dedicare un salone alle Crociate, immediatamente dietro il Salone di Ercole. L'idea, ad ogni modo, venne scartata a favore di una più ampia sala al piano terra, nell'ala nord. Per arredare questa nuova sala Luigi Filippo commissionò 150 dipinti con oltre 300 figure. Fece riportare in Francia direttamente da Rodi le storiche porte dell'Ospedale dei Cavalieri di San Giovanni di Gerusalemme per essere inserite nella nuova cornice neogotica degli ambienti, ideata dall'architetto Frédéric Nepveu.

## Il problema degli stemmi e le falsificazioni
Dopo l'inaugurazione delle sale, un gran numero di famiglie presentò atti che dimostrarono la partecipazione di uno dei loro antenati alle Crociate. Questi atti erano in gran parte falsi ed acquistati presso Courtois, un abile falsificatore che utilizzava autentici documenti e sigilli medievali, raschiandoli ed aggiungendo i nomi desiderati. La sua bravura riuscì ad ingannare l'esperto nominato dal re, Léon Lacabane. Il meccanismo di queste falsificazioni venne scoperto solo 1956 ad opera di Robert-Henri Bautier.
Philippe du Puy de Clinchamps, nel suo libro "La nobiltà", scrisse: "[Luigi Filippo] ha aperto nel 1839-1840, una stanza delle Crociate alla Reggia di Versailles, dove, per adulare la vecchia nobiltà monarchica, si trovano gli stemmi dei cavalieri crociati (il che è, agli occhi della critica storica, un inganno enorme montato da un certo Courtois, assistito da un discepolo, che è diventato vero e proprio forgiatore di diritti)".
Recenti analisi hanno ad ogni modo dimostrato come non tutte le famiglie avessero portato documenti falsi, ma tra questi ve ne sarebbero numerosi originali e quindi legittimati a comparire.

## La prima sala delle Crociate
La prima sala delle Crociate e la parte del vestibolo che la precede, occupano lo spazio un tempo corrispondente all'appartamento che all'epoca di Luigi XIV era occupato dal maresciallo d'Estrées, e, sotto Luigi XV, era stato predisposto per madame de Conflans, governante dei figli della casa d'Orléans, e poi per la duchessa di Lauraguais, dama di compagnia della delfina. I soffitti e le pareti di questa sala sono interamente decorate con gli stemmi dei re, principi, signori e cavalieri che presero parte alle tre prime crociate, dal 1095 al 1191.

### I crociati della prima sala
| 1096 |                              | Aimerico I, visconte di Narbona.                                              |
|      |                              | Arnaud de Grave.                                                              |
|      |                              | Isarn, conte di Die.                                                          |
|      |                              | Pierre de Champchevrier.                                                      |
|      |                              | Humbert de Marsanne.                                                          |
|      |                              | Patri, signore di Chourses.                                                   |
|      |                              | Hervé de Léon.                                                                |
|      |                              | Chotard d'Ancenis.                                                            |
|      |                              | Renaud de Briey.                                                              |
|      |                              | Folcran de Berghes.                                                           |
|      |                              | Hugues de Gamaches.                                                           |
|      |                              | Riou de Lohéac.                                                               |
|      |                              | Conan, figlio del conte di Lamballe.                                          |
|      |                              | Hélie de Malemort.                                                            |
|      |                              | Foulques de Grasse.                                                           |
| 1101 |                              | Renaud II, signore di Château-Gontier.                                        |
| 1102 | Stemma Aicardo di Marsiglia  | Aycard de Marseille                                                           |
| 1106 |                              | Hugues du Puiset, visconte di Chartres.                                       |
| 1113 |                              | Rivallon de Dinan.                                                            |
| 1119 |                              | Robert de Roffignac.                                                          |
| 1120 |                              | Folco V d'Angiò, conte di Anjou, da re di Gerusalemme.                        |
| 1124 |                              | Guillaume de Biron.                                                           |
| 1130 |                              | Hugues Rigaud, cavaliere dell'Ordine del Tempio.                              |
| 1136 |                              | Robert le Bourguignon, gran maestro dell'Ordine del Tempio.                   |
| 1144 |                              | Baldovino III, re di Gerusalemme.                                             |
| 1147 |                              | Pierre de France, signore di Courtenay.                                       |
|      |                              | Pons de Beynac e Adhémar de Beynac.                                           |
|      |                              | Everard des Barres, gran maestro dell'Ordine del Tempio.                      |
|      | Stemma Guillaume de Varennes | Guillaume de Varennes.                                                        |
|      | Stemma Artaud de Chastelus   | Artaud de Chastelus.                                                          |
|      |                              | Jean, signore di Dol.                                                         |
|      |                              | Hugues de Domène.                                                             |
|      |                              | Guiffray, signore di Virieu.                                                  |
|      |                              | Hesso, signore di Reinach.                                                    |
| 1153 |                              | Guillaume de Chanaleilles.                                                    |
|      |                              | Bertrand de Blanquefort, gran maestro dell'Ordine del Tempio.                 |
| 1159 |                              | Hugues IV, visconte di Châteaudun.                                            |
| 1160 |                              | Auger de Balben, gran maestro dell'Ordine di San Giovanni di Gerusalemme.     |
| 1161 |                              | Gilbert d'Aissailly, gran maestro dell'Ordine di San Giovanni di Gerusalemme. |
| 1162 |                              | Amaury I di Gerusalemme, re di Gerusalemme.                                   |
| 1168 |                              | Philippe de Naplouse, gran maestro dell'Ordine del Tempio.                    |
|      |                              | Caste de Murols, gran maestro dell'Ordine di San Giovanni di Gerusalemme.     |
| 1170 |                              | Joubert de Syrie, gran maestro dell'Ordine di San Giovanni di Gerusalemme.    |
| 1171 |                              | Odon de Saint-Chamant, gran maestro dell'Ordine del Tempio.                   |
| 1173 |                              | Baldovino IV, re di Gerusalemme.                                              |
| 1179 |                              | Arnau de Torroja, gran maestro dell'Ordine del Tempio.                        |
|      |                              | Terric, gran maestro dell'Ordine del Tempio.                                  |
| 1185 |                              | Baldovino V, re di Gerusalemme.                                               |
| 1187 |                              | Corrado di Monferrato, marchese di Tiro.                                      |
|      |                              | Garnier de Naplouse, gran maestro dell'Ordine di San Giovanni di Gerusalemme. |
|      |                              | Padre Guerino, cavaliere dell'Ordine di San Giovanni di Gerusalemme.          |
| 1188 |                              | Gérard de Ridefort, gran maestro dell'Ordine del Tempio.                      |
| 1190 |                              | Guido II di Dampierre.                                                        |
|      |                              | Guillaume d'Estaing, signore.                                                 |
|      |                              | Albert II de La Tour du Pin, signore.                                         |
|      |                              | Jean de Chastenay e Gauthier de Chastenay.                                    |
|      |                              | Hugues e Renaud de La Guiche.                                                 |
|      |                              | Alain IV, visconte di Rohan.                                                  |
|      |                              | Hugues e Liébaut de Bauffremont.                                              |
|      |                              | Dreux de Nettancourt.                                                         |
|      |                              | Gilles de Raigecourt.                                                         |
|      |                              | Henri e Renaud de Cherisey.                                                   |
|      |                              | Ulric de Dompierre, signore di Bassompierre.                                  |
|      |                              | Hugues de Clairon.                                                            |
|      |                              | Hugues de Foudras.                                                            |
|      |                              | Renaud e Herbert de Moustier.                                                 |
|      |                              | Jean e Guillaume de Drée.                                                     |
|      |                              | Guigues de Moreton.                                                           |
|      |                              | Guillaume e Pierre de Vallin.                                                 |
|      |                              | André d'Albon.                                                                |
|      |                              | Raoul de Riencourt.                                                           |
|      |                              | Foulques de Pracomtal.                                                        |
|      |                              | Bernard de Castelbajac.                                                       |
|      |                              | Foulques de Beauvau.                                                          |
|      |                              | Albéric d'Allonville.                                                         |
|      |                              | Thibaut des Escotais.                                                         |
|      |                              | Hervé de Broc.                                                                |
|      |                              | Harduin de La Porte.                                                          |
|      |                              | Mathieu de Jaucourt.                                                          |
|      |                              | Foucauld de La Rochefoucauld.                                                 |
|      |                              | Guillaume e Humbert Leclerc.                                                  |
|      | Stemma Frolois               | Miles de Frolois.                                                             |
|      |                              | Élie de Cosnac.                                                               |
|      |                              | Gilon de Versailles.                                                          |
|      |                              | Geoffroy de La Planche.                                                       |
|      |                              | G. de Bueil.                                                                  |
|      |                              | Simon de Vignacourt.                                                          |
| 1191 |                              | Guillaume des Rotours                                                         |
|      |                              | Jourdain d'Amphernet.                                                         |
|      |                              | Hugues Bonin                                                                  |
|      |                              | Falcon de Chaponay.                                                           |
|      |                              | Géraud de Boysseulh.                                                          |
|      |                              | Jean de Lur.                                                                  |

### I dipinti della prima sala
- L'assedio di Salerno

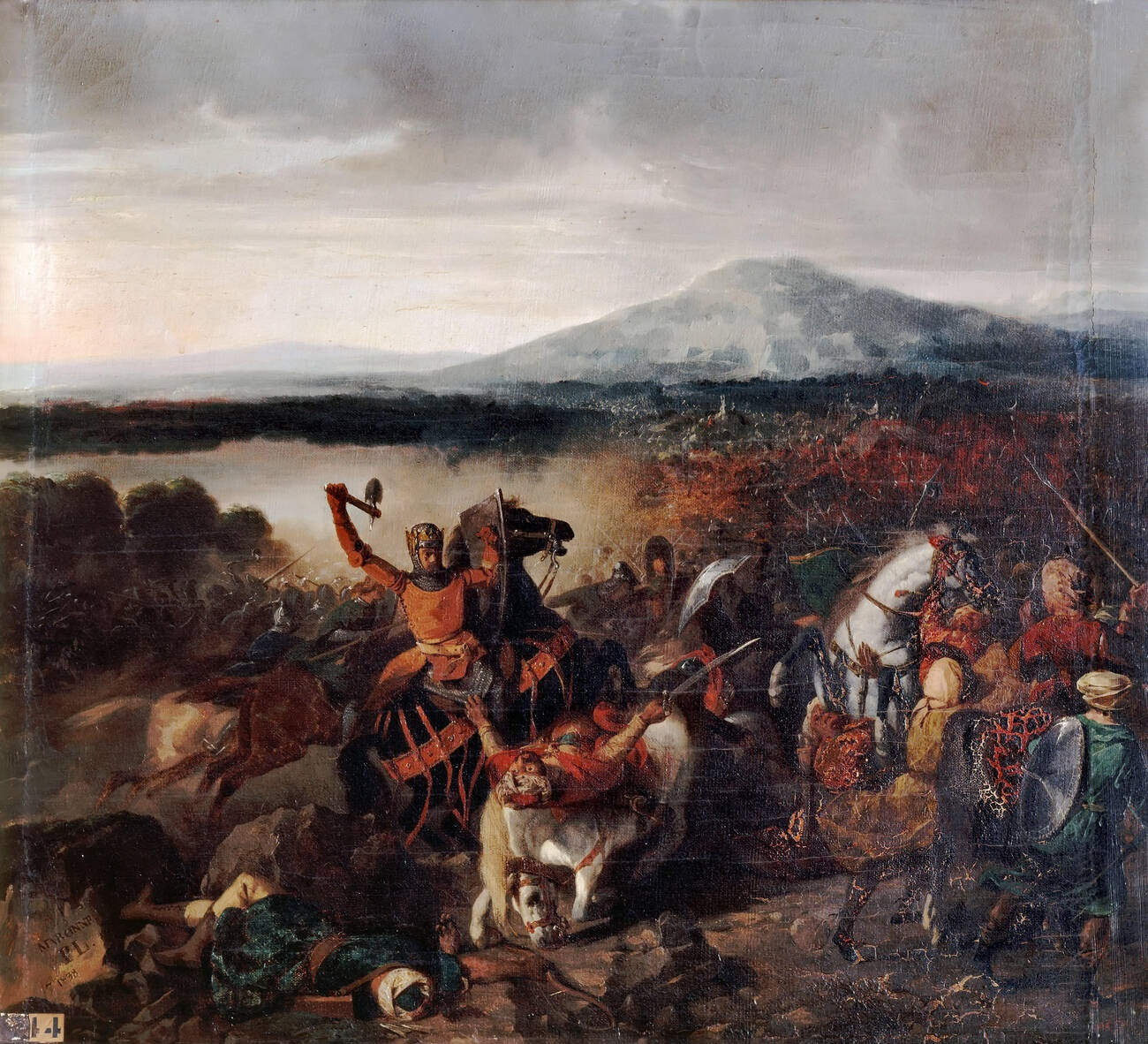
Battaglia di Cérami, 1061.

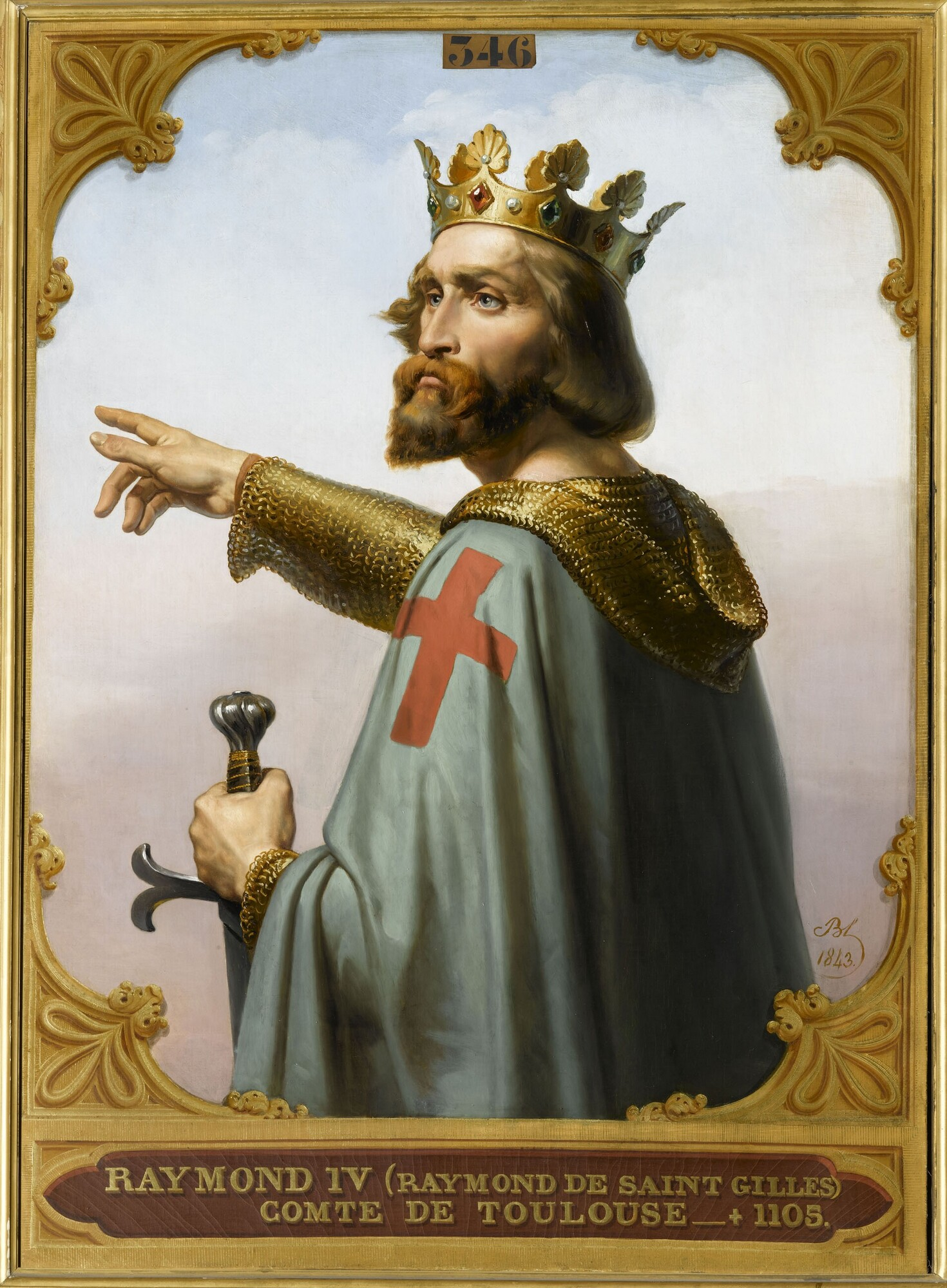
Raymond de Saint Gilles, conte di Tolosa.

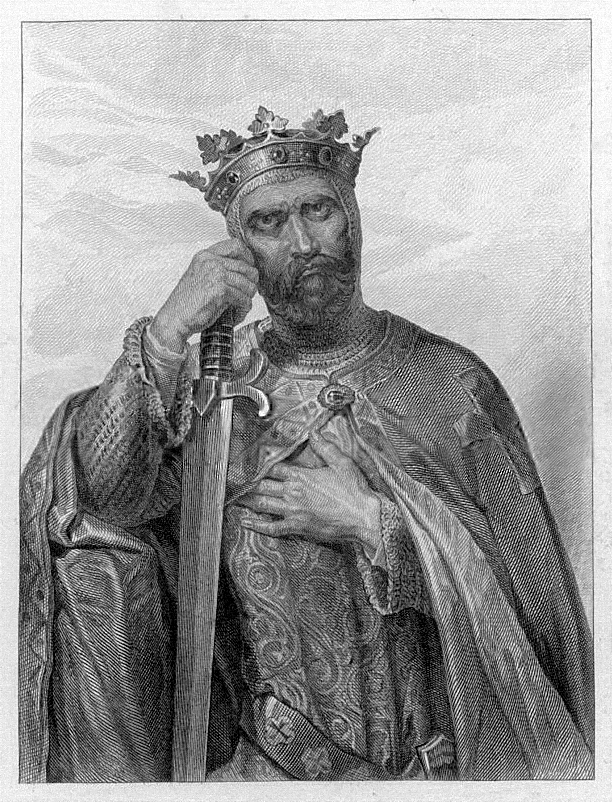
Marco Boemondo I, principe d'Antiochia.

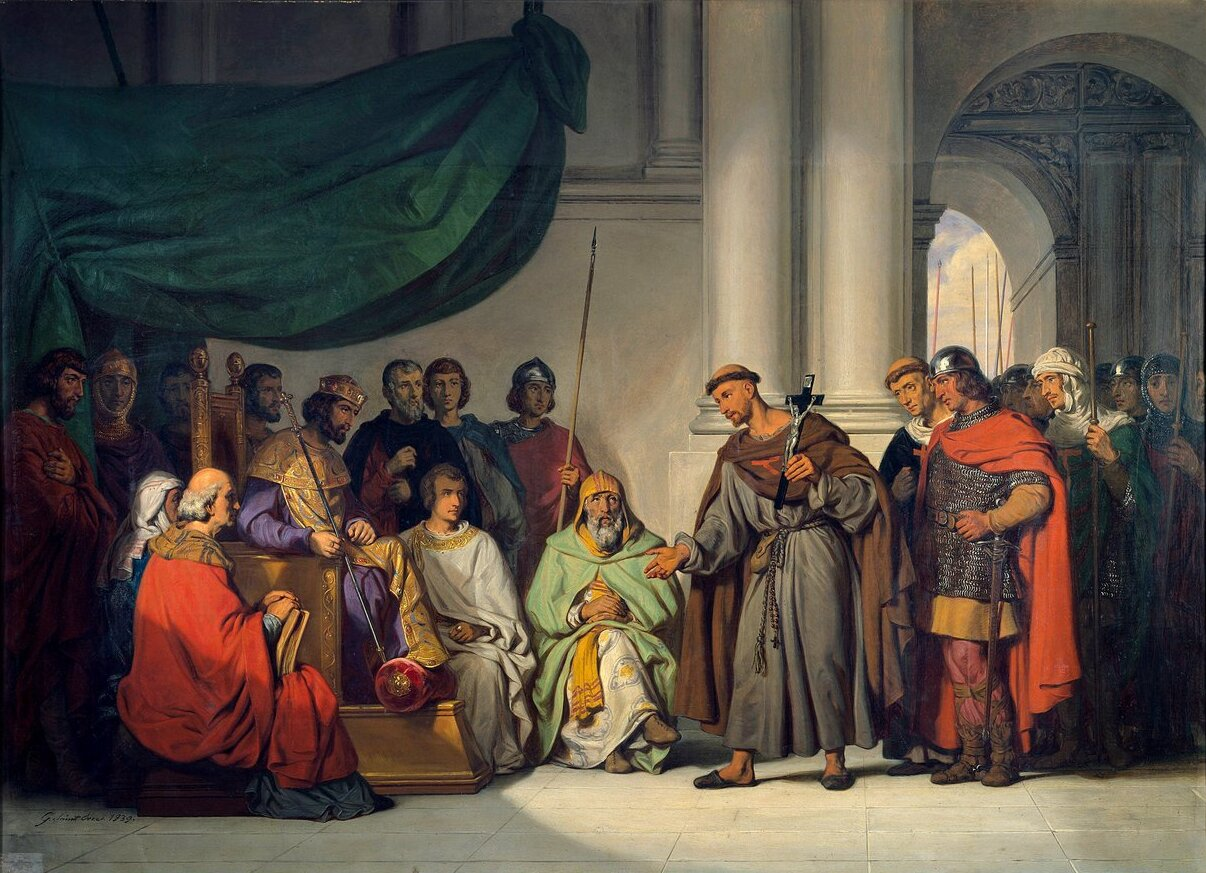
Alessio Comneno riceve a Costantinopoli Pietro l'Eremita.

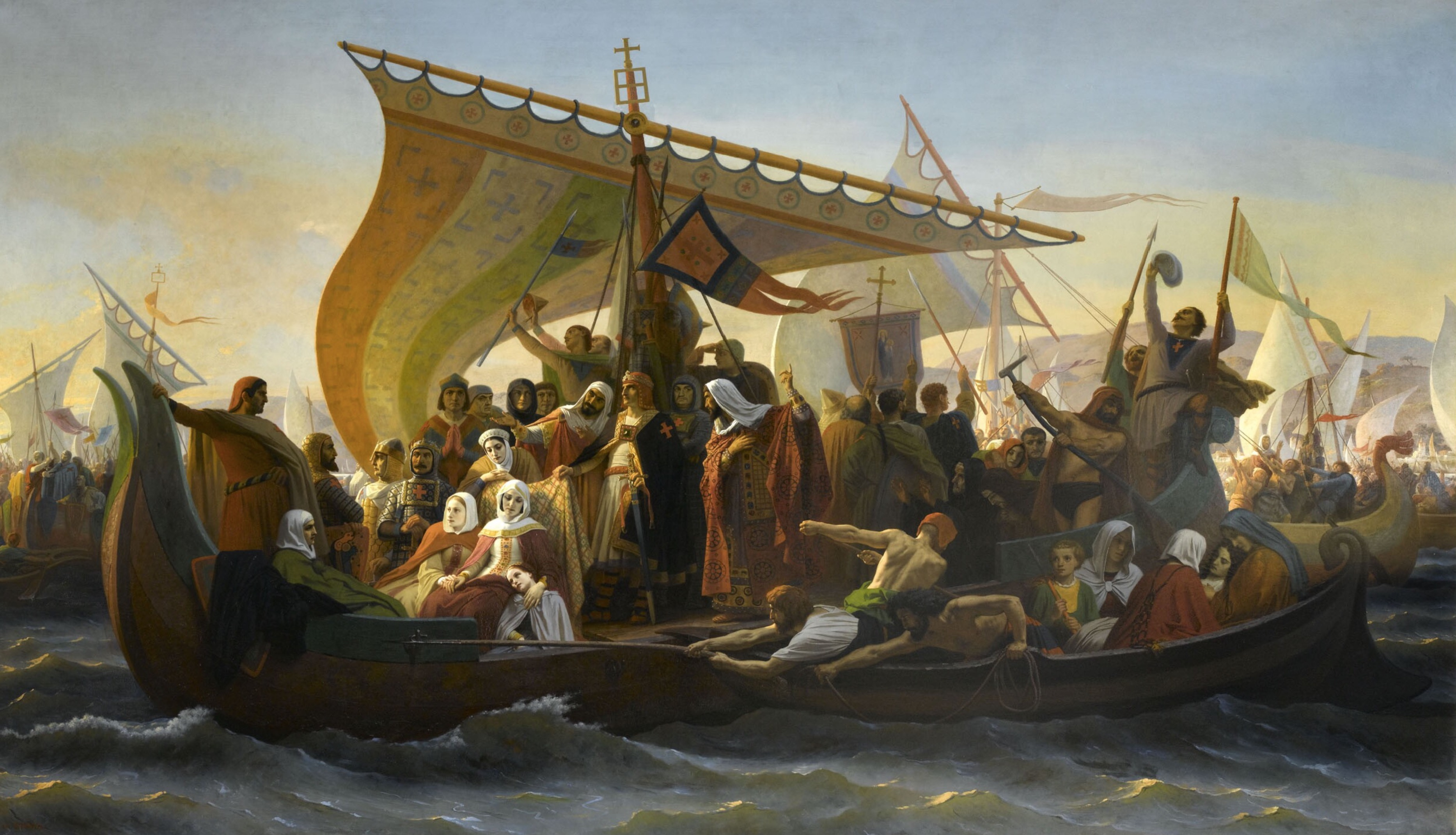
I capi dei crociati attraversano il Bosforo.

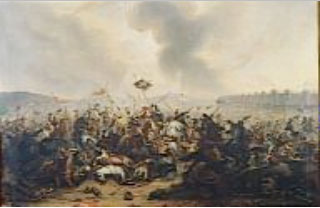
Battaglia presso le mura di Nicea.

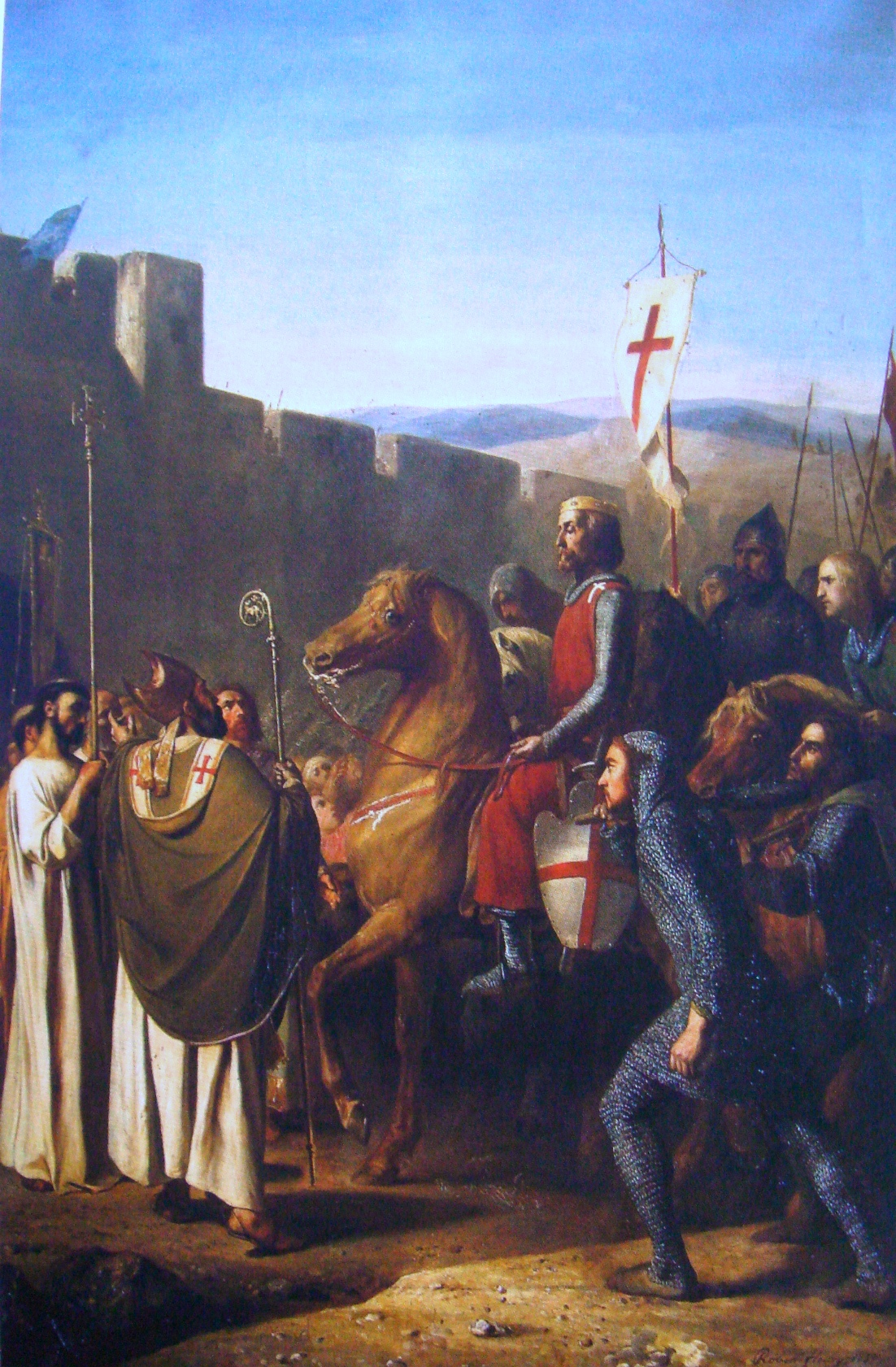
Baldovino si impadronisce della città di Edessa.

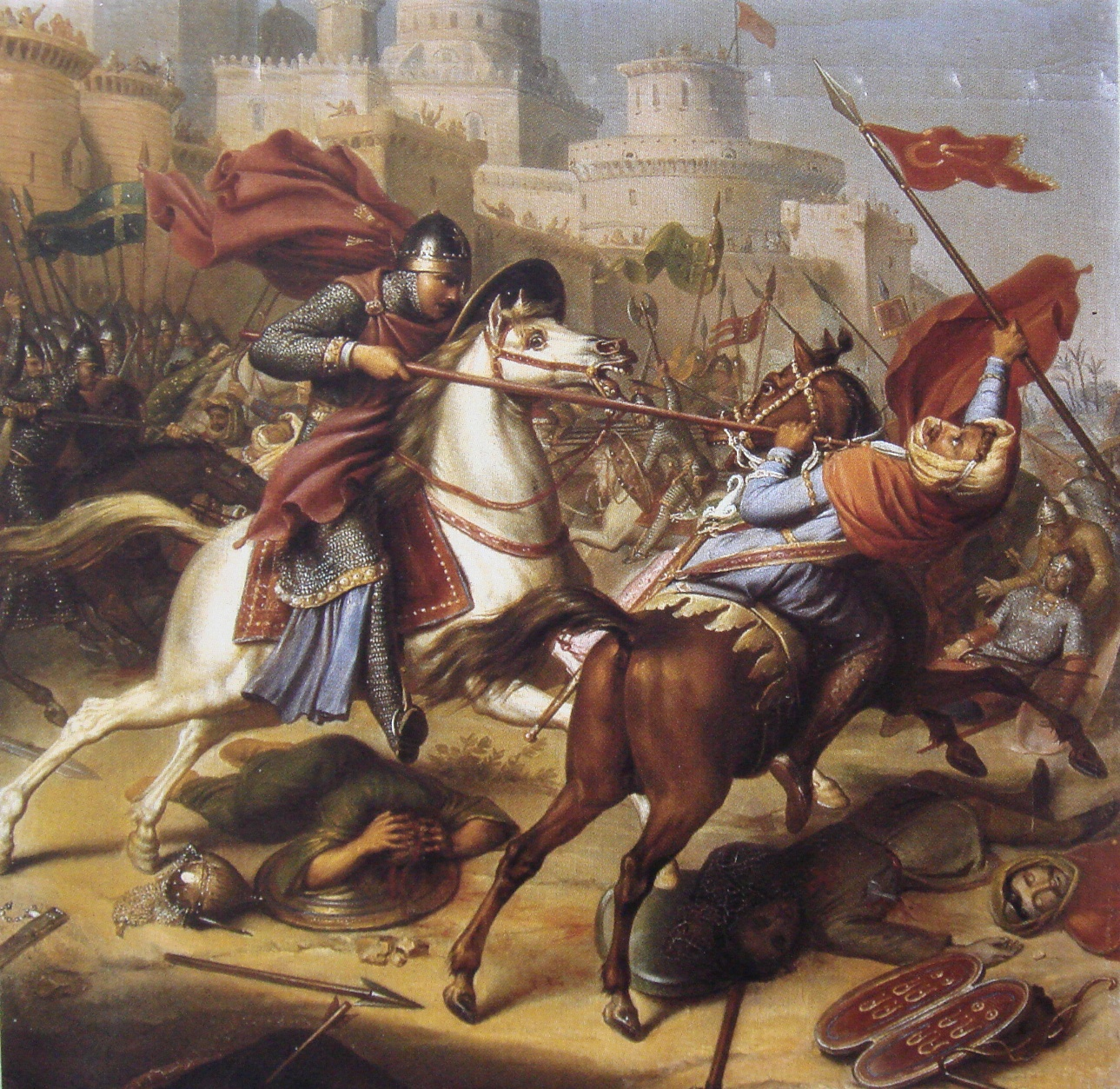
Combattimento di Roberto, duca di Normandia, con un guerriero saraceno.

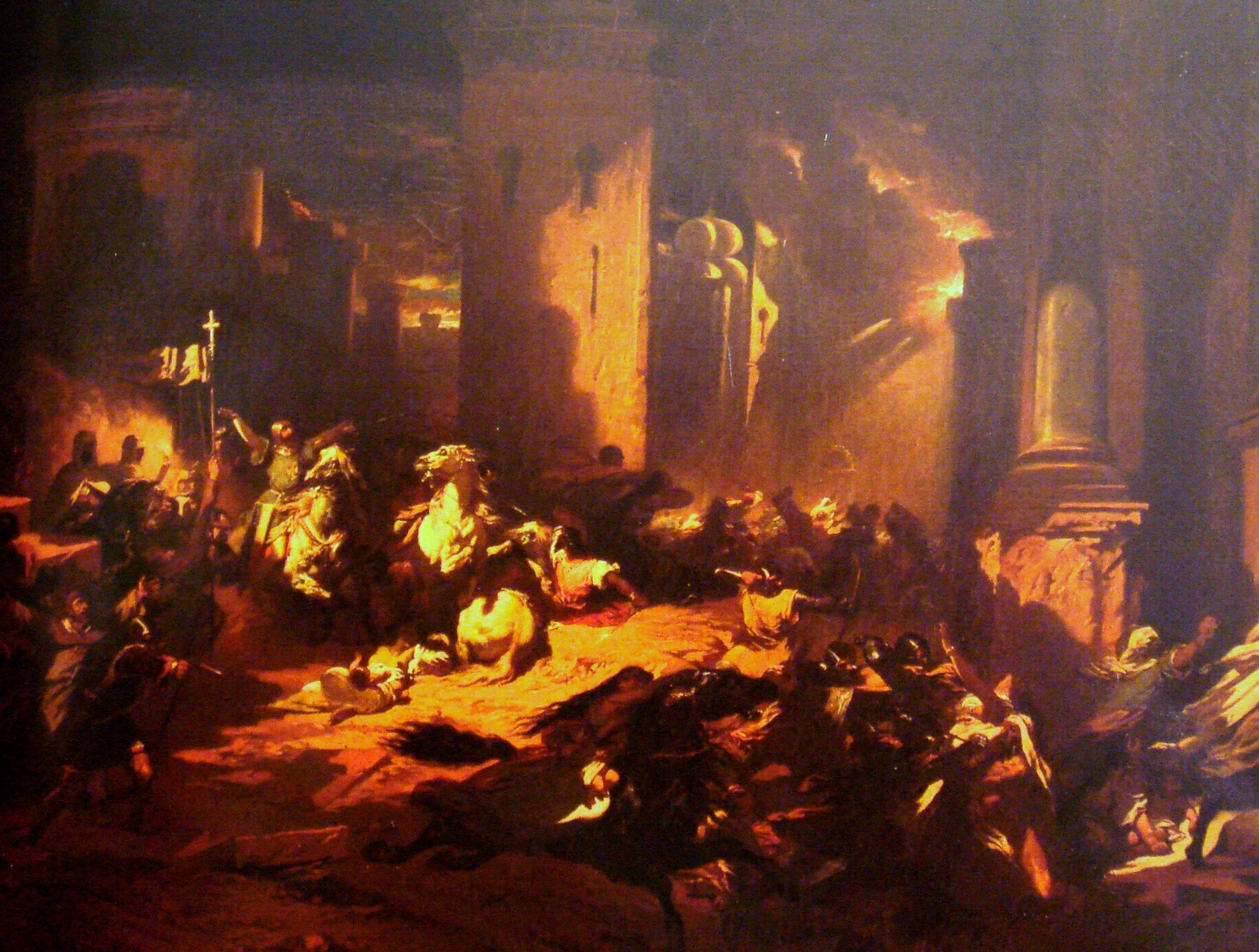
Presa d'Antiochia.

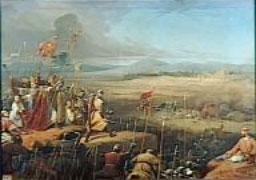
Battaglia d'Antiochia.

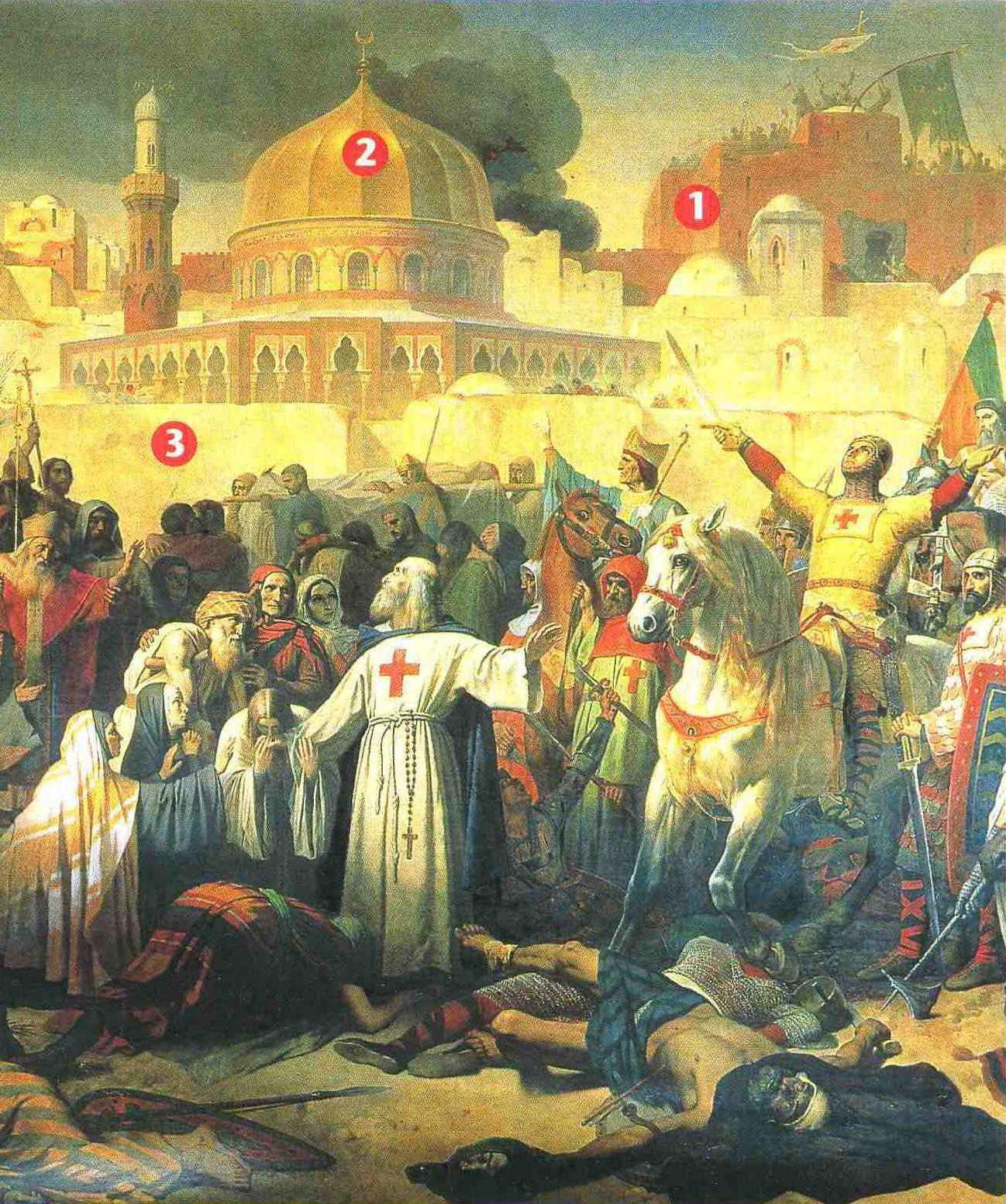
Presa di Gerusalemme.

- Roberto il Guiscardo, duca di Puglia e Calabria, dipinto di Merry-Joseph Blondel. h. 1,04. — l. 0,76
- Ruggero I di Sicilia, conte, dipinto di Merry-Joseph Blondel. h. 1,04. — l. 0,80
- La battaglia di Civitate. — 18 giugno 1053, dipinto di Adolphe Roger. h. 1,96. — l. 1,03
- Battaglia di Cérami, 1061. Dipinto di Prosper Lafay del 1839. h. 0,71. — l. 0,79
- Enrico di Borgogna riceve l'investitura a conte del Portogallo —1094. Dipinto di Jacquand. h. 0,71. — l. 0,79
- Raymond de Saint Gilles, conte di Tolosa. Dipinto di Merry-Joseph Blondel — h. 0,04. — l. 1,80
- Marc Bohémond I, principe di Antiochia. Dipinto di Merry-Joseph Blondel. — h. 1,04. — l. 0,17
- Euges I, soprannominato Borel, duca di Borgogna. Dipinto di Merry-Joseph Blondel — h. 1,04. — l. 0,61
- Alessio Comneno riceve a Costantinopoli Pietro l'Eremita. — 1096. Dipinto di U. Saint-Èvre del 1839. — h. 0,98. — l. 1,36
- Adozione di Goffredo di Buglione da parte di Aessio I Comneno — 1097. Dipinto di M. Alexandre Hesse. — h. 1,96. — l. 3,10
- Passaggio del Bosforo. — 1097. Dipinto di Émile Signol. — h. 3,25. — l. 5,58
- Battaglia sotto le mura di Nicea. — 1097. Dipinto di Henri Serrur del 1839. - h. 0,98. — l. 1,48:
- Baldovino conquista la città di Edessa. — 1097. Dipinto di Joseph-Nicolas Robert-Fleury del 1839. — h. 1,96. — l. 1,36
- Combattimento di Roberto, duca di Normandia, con un guerriero saraceno. — 1098- Dipinto di Jean-Joseph Dassy. - h. 0,71. — l. 0,79
- Battaglia di Harenc. — 1 febbraio 1098. Dipinto di J. M. Gué. — h. 0,98. — l. 1,02
- Presa d'Antiochia. — 3 giugno 1098. Dipinto di L. Gallait. — h. 0,77. — l. 1,35
- Battaglia sotto le mura di Antiochia. — 1098., Dipinto di Henri Frédéric Schopin. — h. 0,97. — l. 1,57
- Presa di Albare. — 1098. Dipinto di Édouard Pingret. h. 0,71. — l. 0,79
- Presa di Marrah. — 1098. Dipinto di 1844. — h. 1,96. — l. 1,02
- Presa di Gerusalemme. — 11 luglio 1099. Dipinto di Émile Signol del 1847. — h. 3,24. — l. 5,57
- Goffredo di Buglione eletto re di Gerusalemme. — 23 luglio 1099. Dipinto di Federico de Madrazo del 1839. — h. 1,96. — l. 1,36

## La seconda sala delle Crociate
L'appartamento su cui insistono queste sale venne abitato sotto Luigi XV dal maresciallo d'Estrées, poi da madame de Goesbriant, dama di compagnia delle principesse Vittoria, Sofia e Luisa.
Gli stemmi che decorano il soffitto e le pareti appartengono ai partecipanti alle cinque prime crociate tra il 1096 ed il 1248.

### I crociati della seconda sala
1096
- Hugues de Salignac.

1144
- Eustache de Montboissier.

1175.
- Amanieu d'Astarac.

1179.
- Guillaume de Sainte-Maure.

1190.
- Poncet d'Anvin.
- Guillaume de Prunelé.
- Jodoin de Beauvilliers.
- Payen e Hugues du Buat.
- Juhel de Champagné.
- Jean d'Andigné.
- Gervais de Menou.
- Humphroy de Biencourt.
- François de Vimeur.
- Jean de La Béraudière.
- Hermangard d'Asp, gran maestro dell'Ordine di San Giovanni di Gerusalemme
- Hélie de La Cropte.
- Jean de Chaunac.
- Jourdain d'Abzac.
- B. de Cugnac.
- Guillaume de Montléart.
- Guillaume de Gaudechart.
- Guigues de La Porte e Herbert de La Porte (nel Delfinato).
- Renaud de Tramecourt.
- Wautier de Ligne.
- Hamelin e Geoffroy d'Antenaise.
- Isnard d'Agout.
- Guethenoc de Bruc.
- Raoul de Langle.
- Bertrand de Foucaud.
- B. de Mellet.
- Gilles de Hinnisdal.
- Guillaume de Lostanges.
- Jean d'Osmond.
- Juhel de La Mote.
- Bernard de Durfort.
- Eudes de Tournon.
- Teodorico, signore di Misnia.
- Pons de Bastet.
- Raoul de Saint-Georges.
- Philippe Walsh.

1191.
- Geoffroy de Donjon, gran maestro dell'Ordine di San Giovanni di Gerusalemme

1196.
- Gilbert Horal, gran maestro dell'Ordine del Tempio.

1201.
- Philippe du Plaissis, gran maestro dell'Ordine del Tempio.

1202.
- Alfonso del Portogallo, gran maestro dell'Ordine di San Giovanni di Gerusalemme
- Baldovino di Fiandra, imperatore di Costantinopoli.
- Thierry e Guillaume de Los.
- Geoffroy de Beaumont-au-Maine.
- Hugues de Chaumont.
- Geoffroy, signore di Lubersac.
- Guillaume de Digoine.
- Thomas Berton.
- Guillaume de Dampierre.
- Otbert de Roubaix.
- Guillaume de Straten.
- Philippe de Caulaincourt.
- Milon de Bréban, signore di Provins.
- Hugues de Beaumez.
- Gautier de Vignory.
- Baudouin de Comines.
- Gilles de Landas.

1204.
- Geoffroy le Rat, gran maestro dell'Ordine di San Giovanni di Gerusalemme

1217.
- Guillaume de Chartres, gran maestro dell'Ordine del Tempio.

1218.
- Colin d'Espinay.
- Foulques de Quatrebarbes.
- Guy de Hauteclocque.
- Foulques d'Orglandes.
- Barthélemy de Nédonchel.
- Robert de Maulde.
- Guillaume de La Faye.
- Gilles de Croix.
- Jean de Dion.
- Baudouin de Mérode.
- Colard de Sainte-Marie.
- Jean Savary.

1219.
- Jean de Hédouville.
- Guillaume de Saveuse.
- Pierre de Montaigu, gran maestro dell'Ordine del Tempio.

1220.
- Eudes de Ronquerolles.

1230.
- Bertrand de Thessy, gran maestro dell'Ordine di San Giovanni di Gerusalemme

1231.
- Garin de Montaigu, gran maestro dell'Ordine di San Giovanni di Gerusalemme

1236.
- Bertrand de Comps, gran maestro dell'Ordine di San Giovanni di Gerusalemme

1239.
- Raussin de Rarécourt.
- Richard de Chaumont, in Charolais.

1240.
- André de Saint-Phalle.
- Guillaume de Messey.
- Adam de Sarcus.
- Girard de Lezay.

1241.
- Pierre de Vieille-Bride, gran maestro dell'Ordine di San Giovanni di Gerusalemme

1244.
- Guillaume de Chateauneuf, gran maestro dell'Ordine di San Giovanni di Gerusalemme.

1247.
- Guillaume de Sonnac, gran maestro dell'Ordine del Tempio.

1248.
- Roberto di Dreux, Io del nome, signore di Beu.
- Guillaume de Courtenay, signore di Yerre.
- Guillaume de Goyon.
- Alain de Lorgeril.
- Hervé de Saint-Gilles.
- Olivier de Rougé.
- Payen Féron.
- Geoffroy de Goulaine.
- Guillaume de Kergariou.
- Hervé Chrétien.

### I dipinti della seconda sala

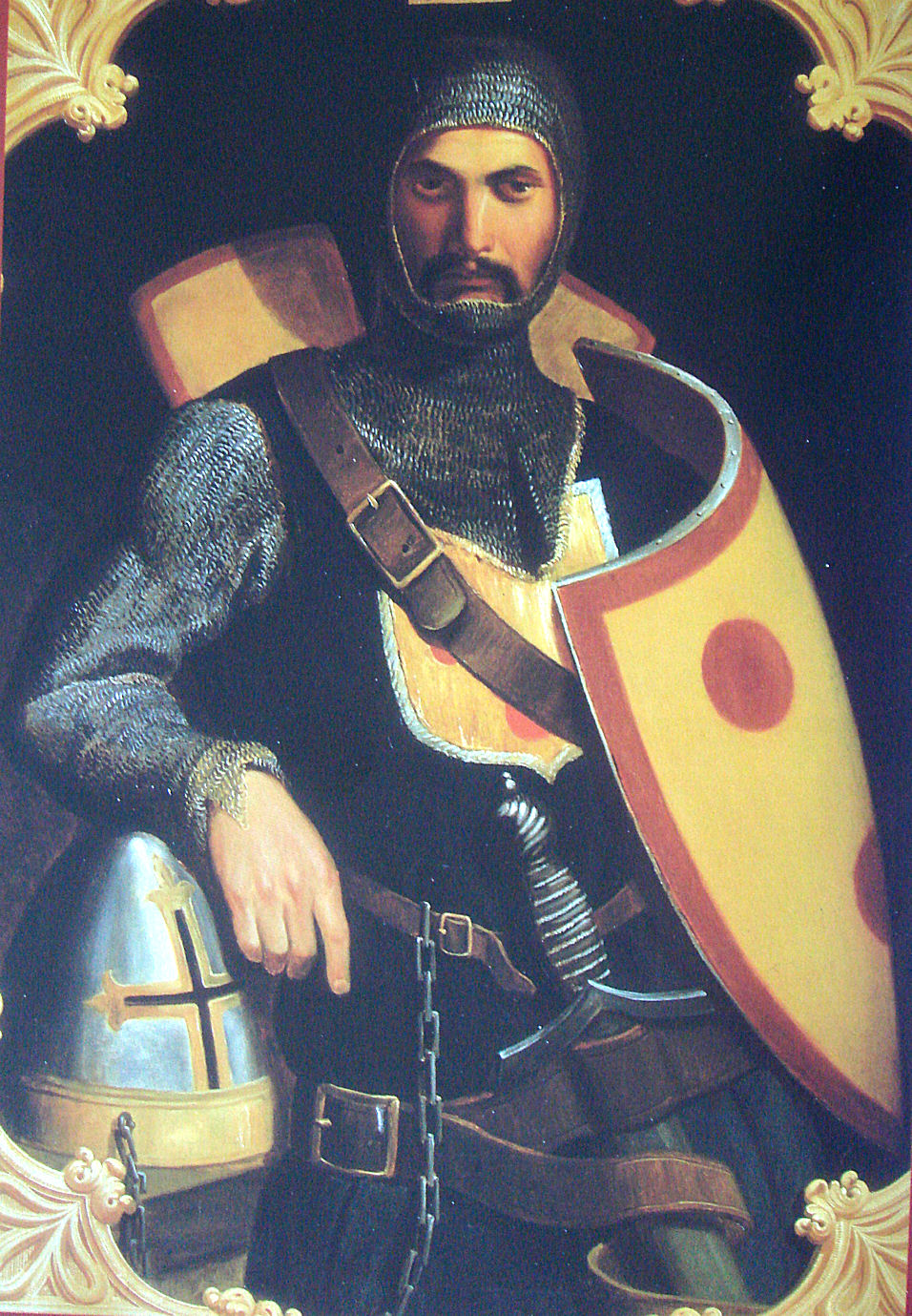
Baudouin du Bourg, re di Gerusalemme. Dipinto di Édouard Odier.

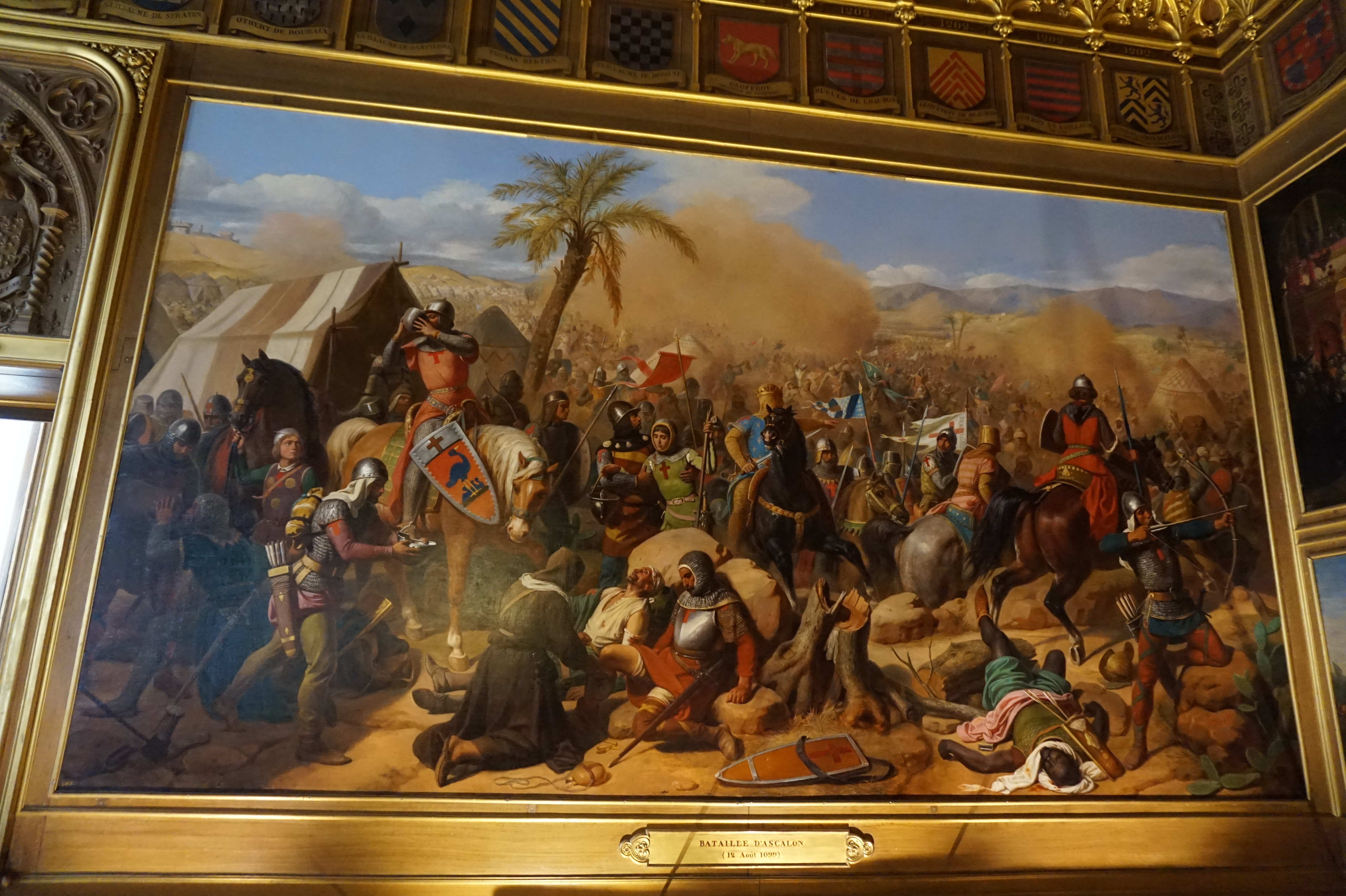
Battaglia di Ascalona.

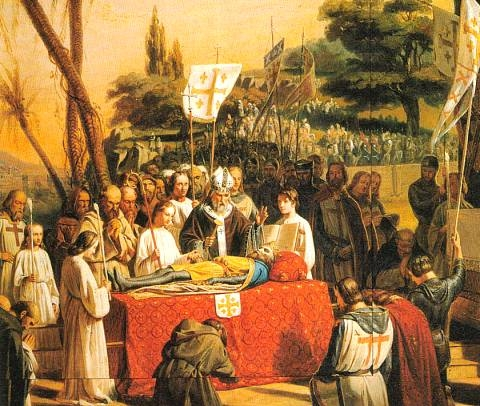
Funerali di Goffredo di Buglione sul Calvario.

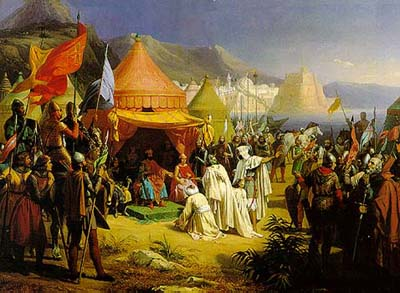
Presa di Tripoli.

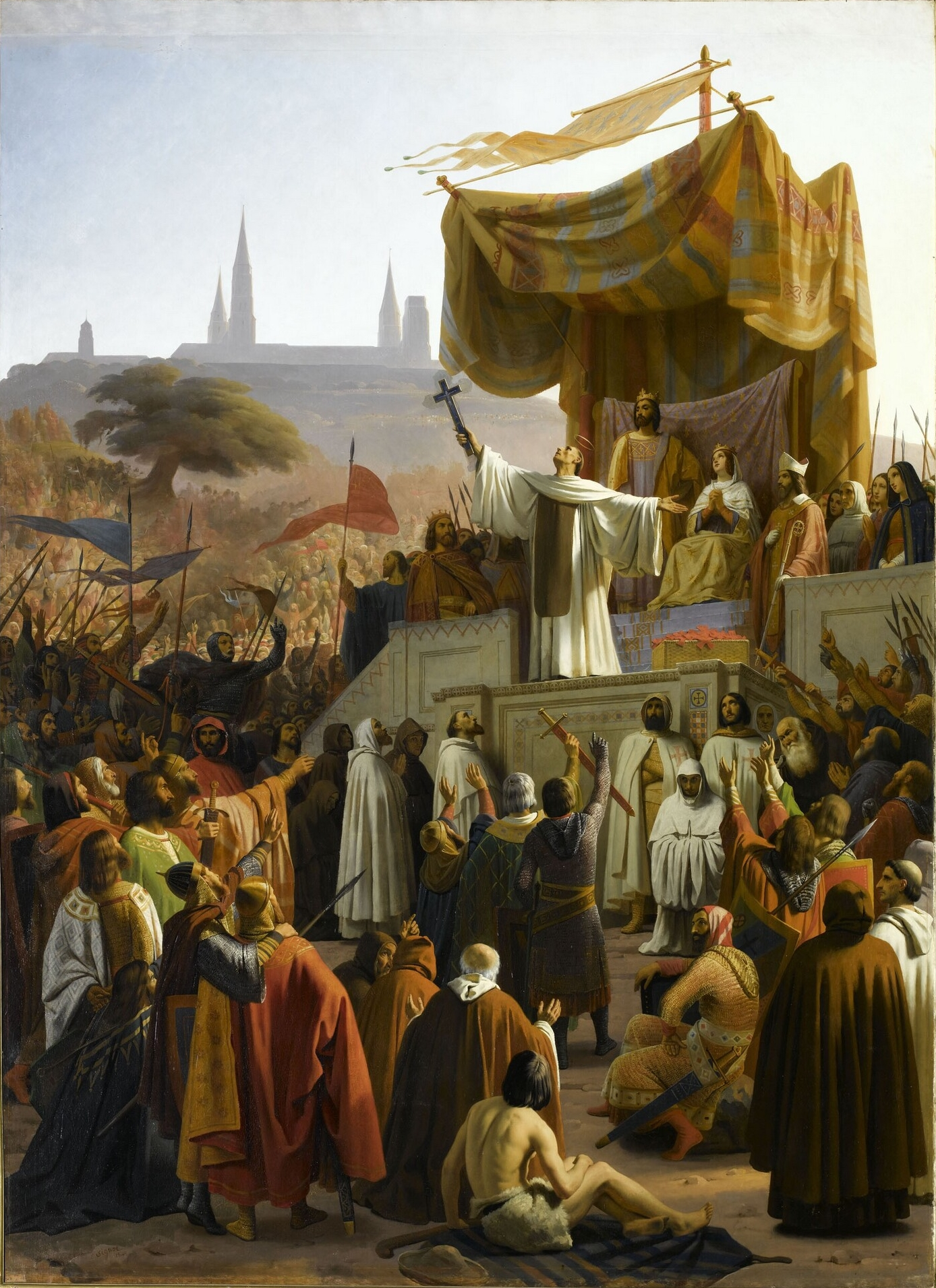
Predica della seconda crociata a Vézelay, in Borgogna. — 31 marzo 1146.

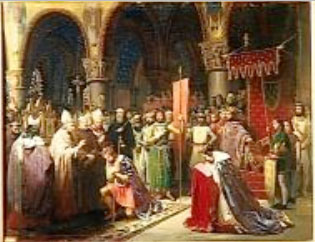
Louis VII prende l'orifiamma a Saint-Denis.

- Eustache III, conte di Boulogne. Dipinto di Édouard Odier. - h. 1,04. — l. 0,77.
- Baudouin du Bourg, re di Gerusalemme. Dipinto di Édouard Odier. — h. 1,04. — l. 0,77.
- Alain Fergent, duca di Bretagne. Dipinto di Édouard Odier. — h. 1,04. — l. 0,81.
- Battaglia di Ascalona. — 12 agosto 1099. Dipinto di Jean-Victor Schnetz del 1847. —h. 3,15. - l. 5,56.
- Goffredo di Buglione depone nella chiesa del Santo Sepolcro i trofei di Ascalona. — agosto 1099. Dipinto di Graket del 1839. - h. 1,75. — l. 3,05.
- Funerali di Goffredo di Buglione sul Calvario. — 23 luglio 1100. Dipinto di Édouard Cibot del 1839. - h. 1,15. - l. 1,47.
- Presa di Tripoli. 1100. Dipinto di Charles Alexandre Debacq del 1842. — h. 1,15. — l. 1,46.
- Josselin de Courtenay, conte di Edessa. Dipinto di Édouard Odier. — h. 1,04. — l. 0,81.
- Combattimento a Jaffa. — 1102. Dipinto di Serrer del 1844. — h. 0,70. — l. 0,78.
- Presa di Beirut. — 17 maggio 1109. Dipinto di Eugène Lepoittevin del 1844. — h. 0,70. — l. 0,78.
- Difesa della Celesiria da parte di Raymond Dupuy. 1130. Dipinto di Édouard Cibot del 1844. - h. 0,70. - l. 0,79..
- Raymond Dupuy fa prigioniero un corpo di turchi. — 1130. —h. 0,70. — l. 0,79.
- Predica della seconda crociata a Vézelay, in Borgogna. — 31 marzo 1146. Dipinto di Émile Signol. — h. 3,14. — l. 2,3.
- Eleonora d'Aquitania prende la croce con le dame della sua corte. — 1147. — h. 1,15, —l. 1,47.
- Capito dell'Ordine del Tempio tenutosi a Parigi. — 22 aprile 1147. Dipinto di Granet. — h. 1,15. — l. 3,05.
- Luigi VII prende l'orifiamma a Saint-Denis. —1147. Dipinto di Jean-Baptiste Mauzaisse del 1839. — h. 1,15. — l. 1,M.
- Sorpresa al campo di Nuraddin, sultano d'Aleppo — 1150. H. 3,14. — L. 5,57.

## La terza sala delle Crociate
Questa sala e la parte del vestibolo che la precedono formavano l'appartamento occupato sotto Luigi XV da monsieur de Clennon, primo scudiero del duca d'Orléans, poi dalla principessa di Carignano. Gli stemmi dei cavalieri che decorano il soffitto e le pareti di questa sala appartengono a cavalieri che hanno combattuto la sesta crociata.

### I crociati della terza sala
1248.
- Geoffroy de Beaumont-au-Maine
- Hervé Budes.
- Olivier de Carné.
- Pierre Freslon.
- Rattier de Caussade.
- Eudes de Quélen.
- Jean de Québriac.
- Raoul de La Moussaye.
- Geoffroy du Boisbilly.
- Roland des Nos.
- Hervé de Saint-Pern.
- Macé de Kérouarts.
- Bertrand du Coëtlosquet.
- Raoul de Coëtnempren.
- Robert Kersauson.
- Huon de Coskaër, signore di Rosanbo.
- Hervé e Geoffroy de Beaupoil.
- Jean du Marhallach.
- Hervé de Sesmaisons.
- Henri e Hamon Lelong.
- Olivier de La Bourdonnaye.
- Hervé de Boisberthelot.
- Guillaume de Gourcuff.
- Guillaume Hersart.
- Henri du Couëdic.
- Robert de Courson.
- Hervé de Kerguélen.
- Raoul Audren.
- Guillaume de Visdelou.
- Pierre de Boispéan.
- Macé Le Vicomte.
- Geoffroy du Plessis.
- Aymeric du Verger.
- Aymeric de Sainte-Hermine.
- Aymeric de Rechignevoisins.
- Geoffroy e Guillaume de Kersaliou.
- Guillaume, signore di Mornay.
- Guillaume de Chauvigny,
- Gaillard de Pechpeyrou.
- Sanchon de Corn.
- Bertrand de Lentilhac.
- Guillaume de Courbon.
- Aymeric e Guillaume de Montalembert.
- Hugues Gourjault.
- Guillaume Séguier.
- Dalmas de Bouillé.
- Bertrand de Thésan.
- Hugues de Sade.
- Aster o Austor de Mun.
- Enguerrand Bournel.
- Payen Gauteron.
- Alain du Boisbaudry.
- Hugues de Fontanges.
- Amblard de Plas.
- Guy de Chabannes.
- Gautier de Sartiges.
- Roger de La Rochelambert.
- Guillaume de Chavagnac.
- Bernard de David.
- Pierre de Lasteyrie.
- Guillaume-Amalvin e Gasbert de Luzech.
- A. de Valon.
- Pierre de Saint-Geniez.
- Raymond e Bernard de La Popie.
- F. de Roset.
- J. de Feydit.
- Bertrand de Las Cases.
- Hugues de Gascq.
- Guillaume de Balaguier.
- Motet e Raoul de La Panouse.
- Bernard de Levezou.
- Hervé Siochan.
- Bernard de Cassaignes.
- Amalvin de Preissac.
- Bernard de Guiscard.
- Pierre d'Yzarn.
- Thibaut de Solages.
- Pierre de Mostuéjouls.
- Déodat e Arnaud de Caylus.
- Dalmas de Vezins.
- Hugues e Girard de Curières
- Rostain de Bessuéjouls.
- Laurent de La Laurencie.
- André de Boisse.
- Guillaume de Bonneval.
- Guillaume de La Rode.
- Adhémar de Gain.
- Aimery Odart.
- Raymond de Chalus.
- Raymond de Roquefeuil.
- G. du Bois.

### I dipinti della terza sala

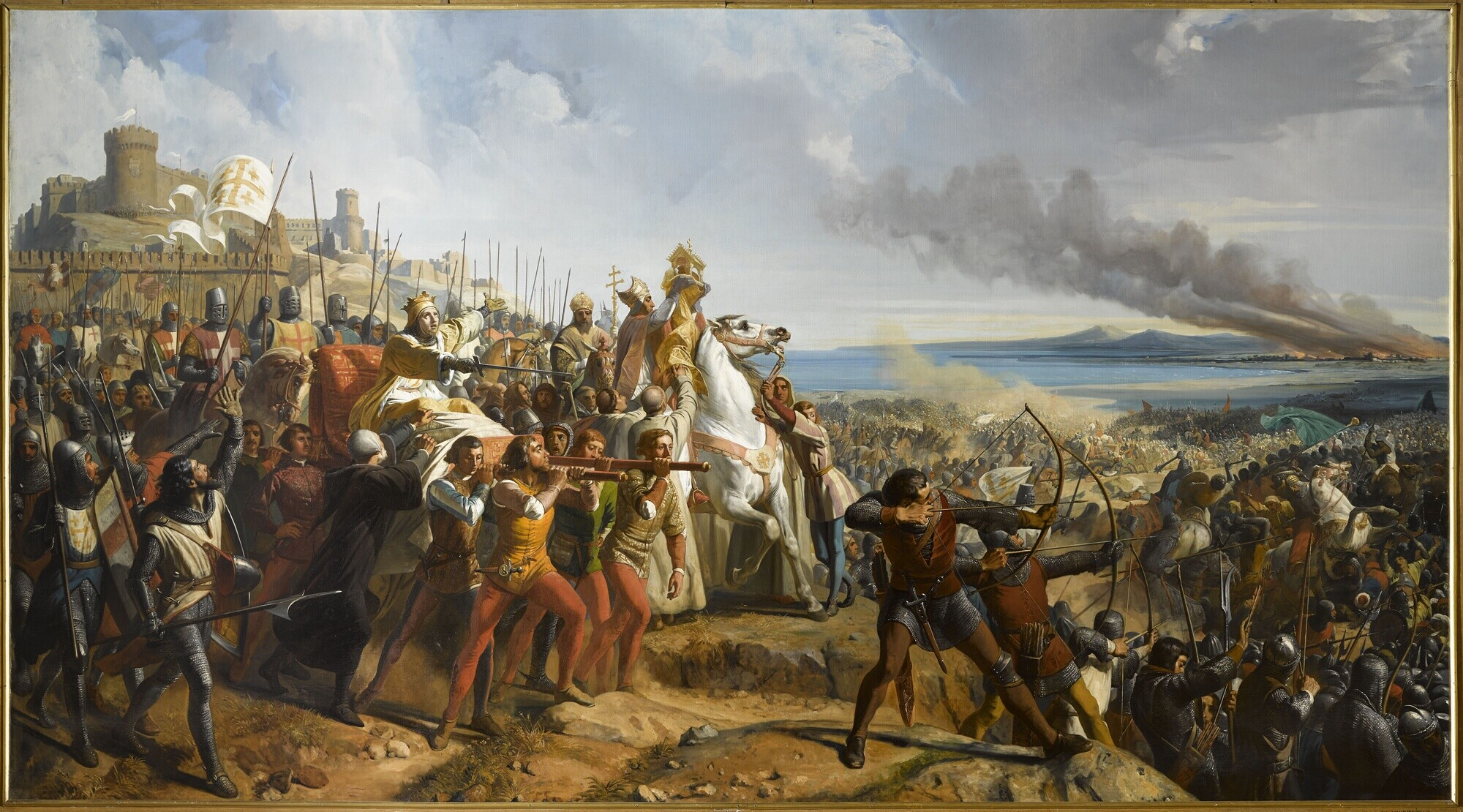
Battaglia d'Ascalona - 18 novembre 1177.

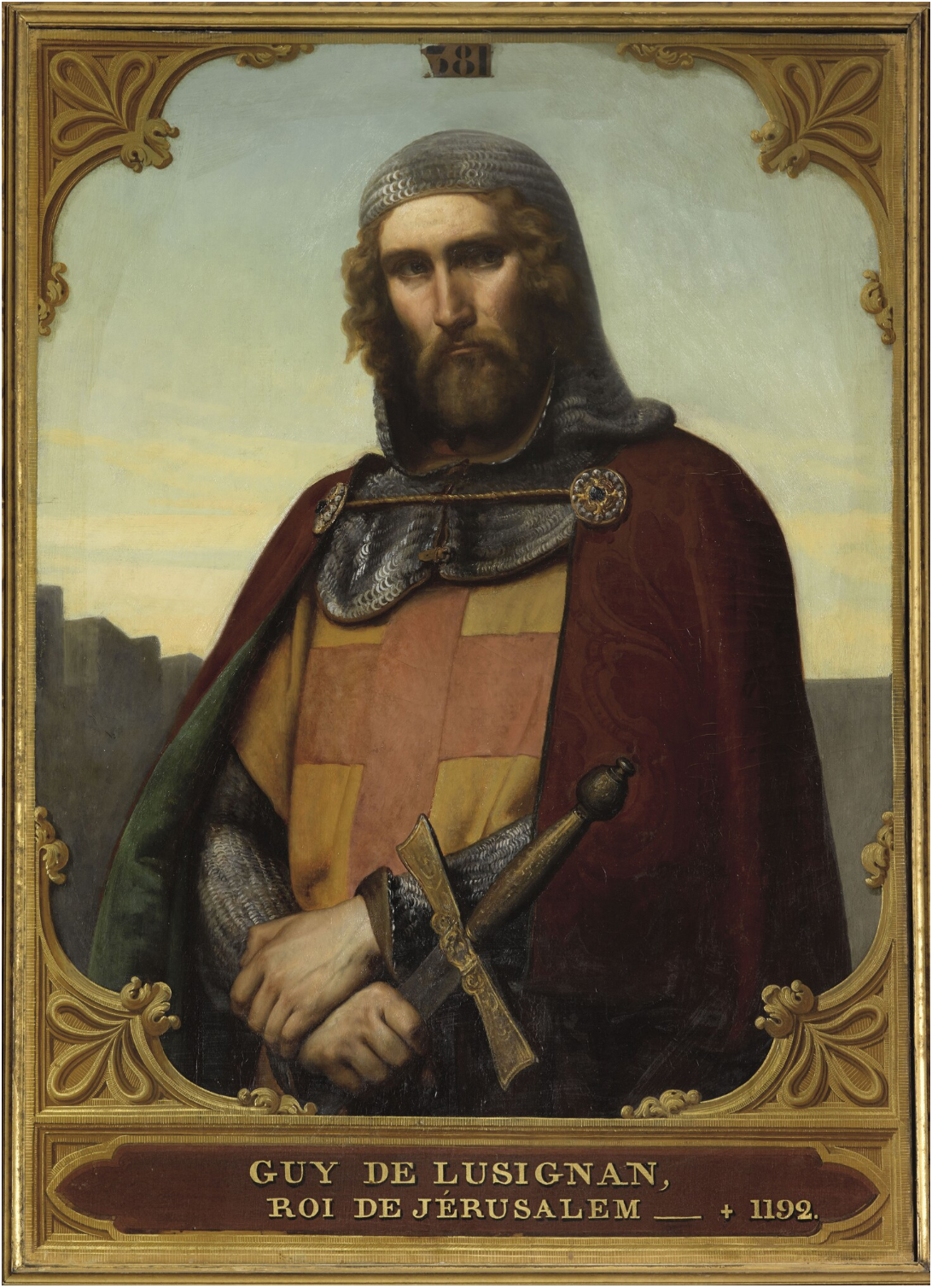
Guido di Lusignano.

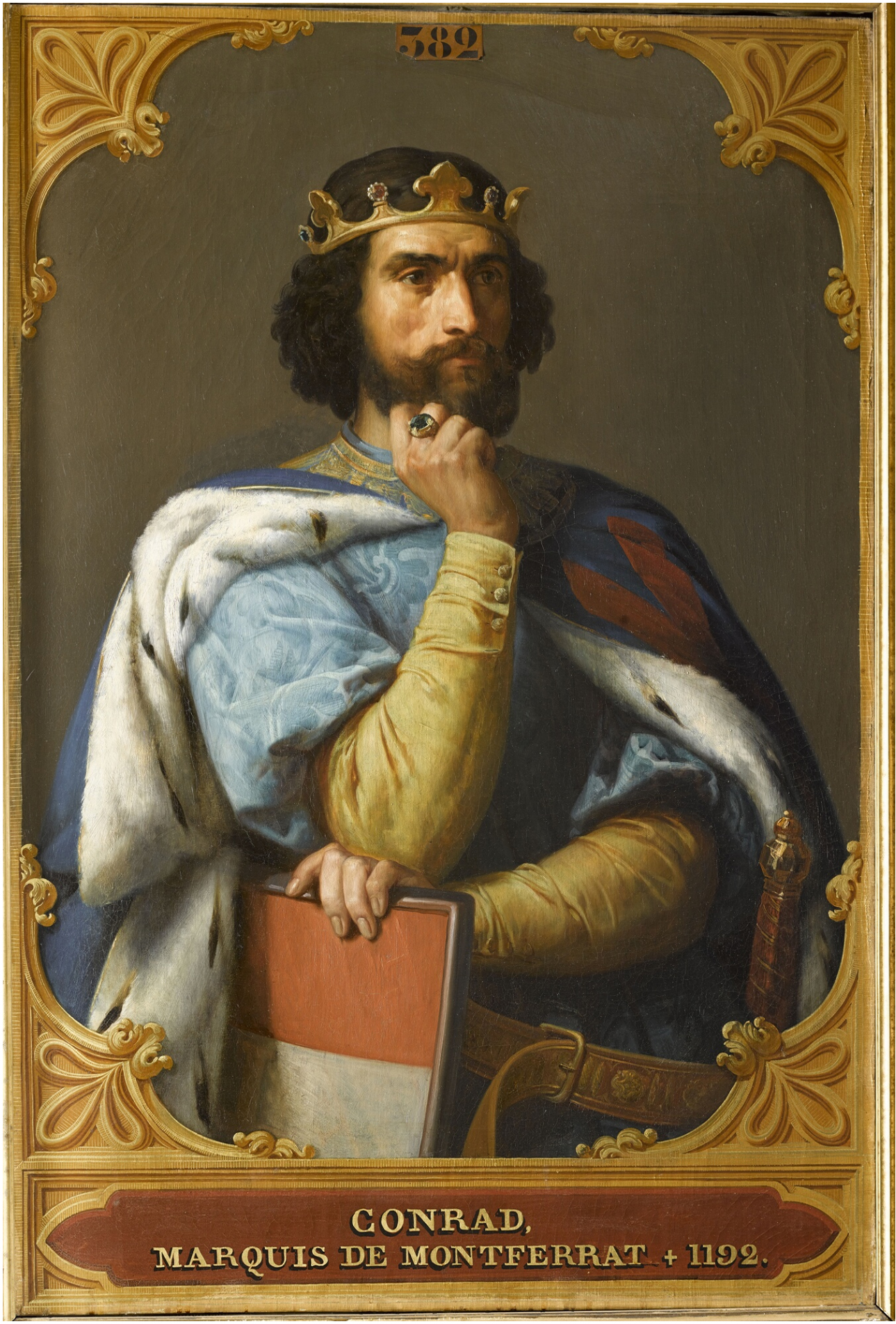
Corrado del Monferrato, dipinto di François-Édouard Picot, 1843.

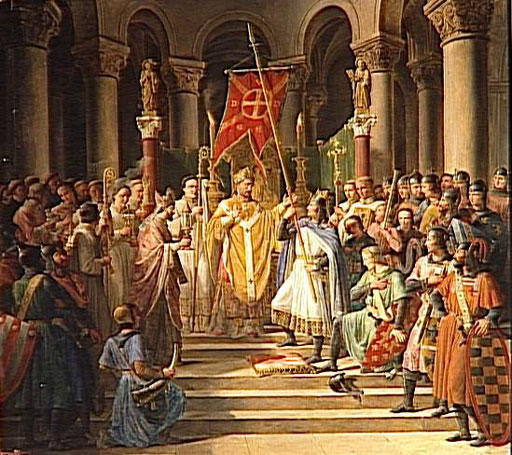
Filippo Augusto prende l'orifiamma a Saint-Denis.

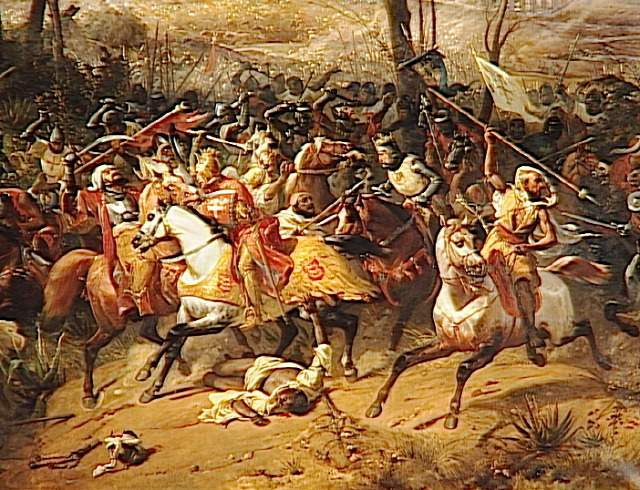
Battaglia d'Arsuf.

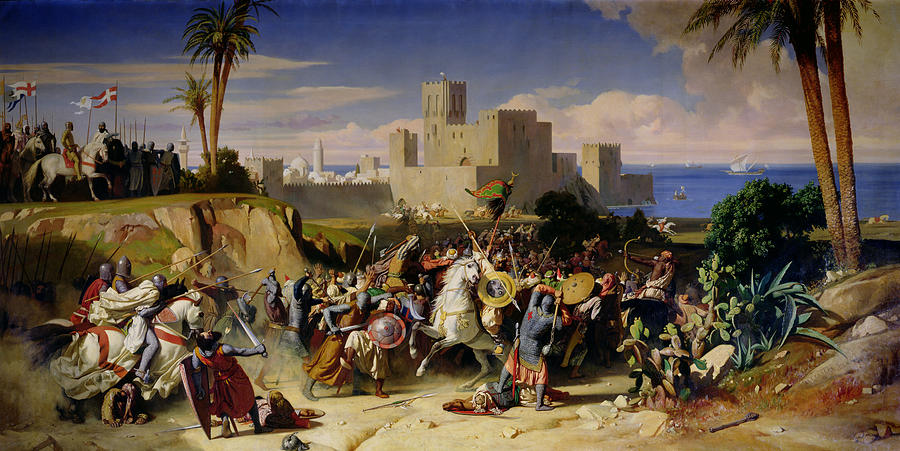
Presa di Beirut.

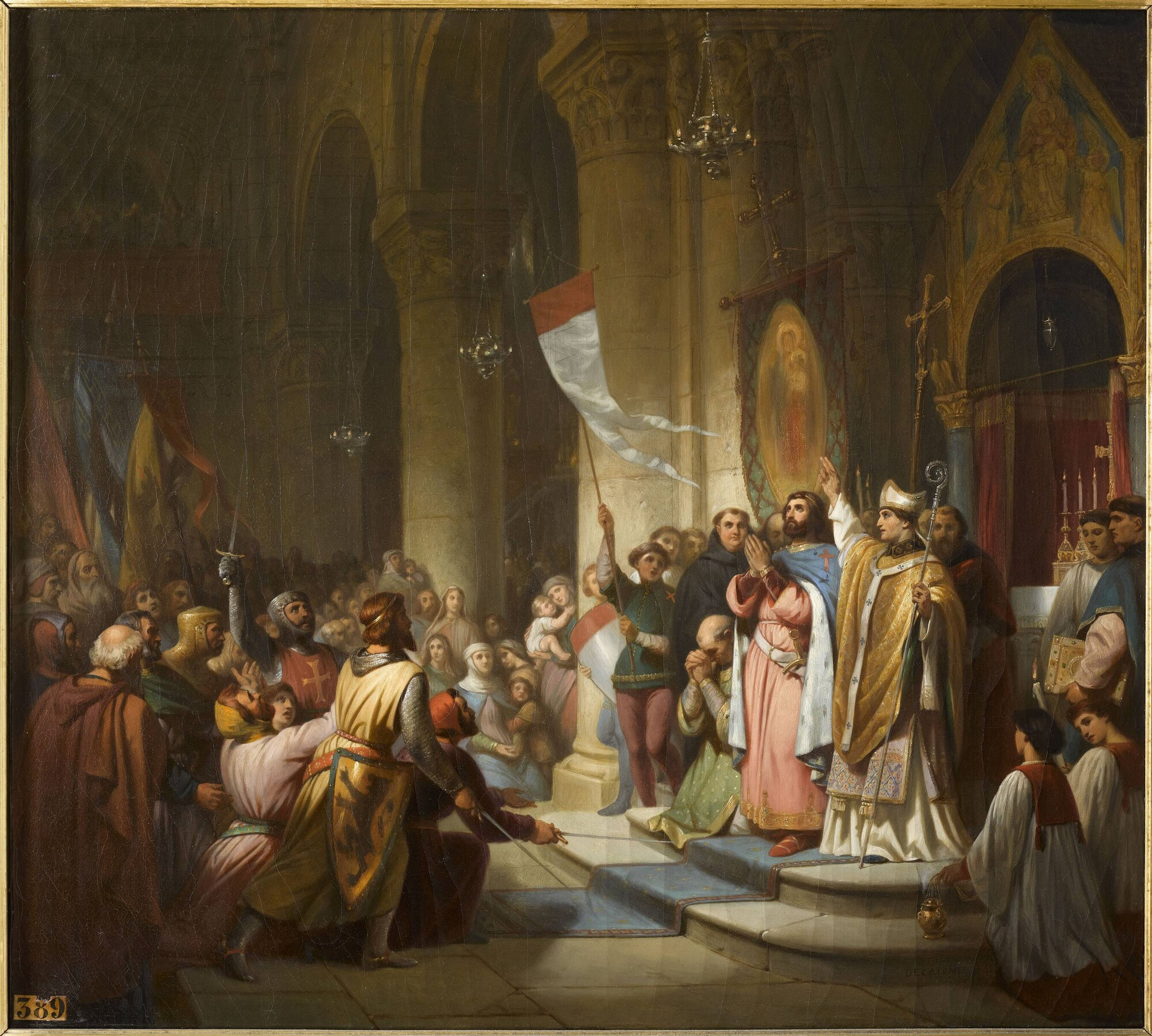
Bonifacio del Monferrato, capo della quarta crociata, Soisson, 1201.

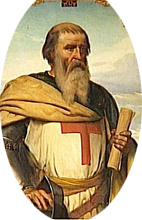
Jean de Brienne.

- Assedio di Belbeys. — 1163. — II. 0,71. — L. 0,79.
- Battaglia di Ascalona - 18 novembre 1177. Dipinto di Charles-Philippe Larivière. — h. 5,14. — l. 5,63.
- Guido di Lusignano, re di Gerusalemme e di Cipro. Dipinto di François-Édouard Picot. - h. 1,04. — l. 0,82.
- Corrado, marchese del Monferrato e di Tiro. Dipinto di François-Édouard Picot — h. 1,04. — l. 0,77.
- Entrata di Filippo Augusto con Enrico II d'Inghilterra a Gisors. — 21 gennaio 1188. Dipinto di Gillot Saint-Evre del 1839. —h. 1,12. — l. 1,64.
- Federico I, detto Barbarossa, imperatore di Germania. Dipinto di François-Édouard Picot. — h. 1,04. — l. 0,79.
- Filippo Augusto prende l'orifiamma a Saint-Denis. — 24 giugno 1190. Dipinto di Pierre Révoil del 1841. — h. 0,71. — l. 0,79.
- Battaglia d'Arsuf. — 1191. Dipinto di Éloi Firmin Féron del 1843. — h. 3,14. — l. 2,32.
- Presa di Beirut. — 1197. Dipinto di Alexandre Hesse. — h. 1,73. — l. 3,43.
- Sconfitta di Malek-el-Adel (Saphadin) tra Tiro e Sidone. — 1197. — h. 1,12. - l. 1,64.
- Bonifacio del Monferrato, eletto capo della quarta crociata, a Soissons. — 1201. Dipinto di Henri de Caisne del 1849. — h. 0,70. — l. 0,79.
- Conclusione del trattato tra i crociati ed i veneziani nella chiesa di San Marco. — 1201. Dipinto di Renoux del 1839. — H. S, U. — l. 2,33.
- Baldovino I, conte di Fiandra, imperatore di Costantinopoli. Dipinto di François-Édouard Picot. — h. 1,04. — l. 0,80.
- Baldovino incoronato imperatore a Costantinopoli. — 16 maggio 1204. Dipinto di L. Gallait del 1847. — h. 3,14. — l. 5,63.
- Jean de Brienne, re di Gerusalemme, imperatore di Costantinopoli. Dipinto di François-Édouard Picot — h. 1,04. — l. 0,77.
- Andrea d'Ungheria entra nei cavalieri dell'Ordine di San Giovanni di Gerusalemme. —1218. Dipinto di Gillot Saint-Evre. — h. 0,70. — l. 0,79.

## La quarta sala delle Crociate
L'appartamento su cui insiste questa sala fu abitato, sotto Luigi XV, dalla principessa d'Egmont, poi dalla duchessa di Boufflers, dame di palazzo della regina. Gli stemmi dei cavalieri che adornano il soffitto e le pareti di questa sala sono quelli dei cavalieri di ordini religiosi che presero parti alle Crociate dal 1218 al 1553.

### I crociati della quarta sala
1218.
- Géraud de Bosredont.

1221
- Philippe d'Agneaux.

1248.
- Robert de Coustin.
- Arnaud de Gironde.
- Dieudonné d'Albignac.
- Raoul e Guillaume du Authier.
- Guy, Guichard e Bernard d'Escayrac.
- Bernard de Montault.
- Geoffroy de Courtarvel.
- Pierre Isoré.
- Robert e Henri de Grouchy.
- Carbonnel e Galhard de La Roche.
- Guillaume de Polastron.
- André de Vitré.
- Thomas de Taillepied.
- Geoffroy de Montbourcher.
- Thomas de Boisgelin.
- Guillaume d'Asnières.
- Guillaume de Maingot.
- Arnaud de Noë.
- Roux de Varaigne.
- Pierre de l'Espine.
- Pierre de Pomolain.
- Guillaume de Brachet.
- Audoin de Lestranges.
- Hugues de Carbonnières.
- Harduin de Pérusse.
- Bertrand d'Espinchal.
- Payen Euzenou.
- Guillaume de Cadoine.
- Guillaume e Guillaume-Raymond de Ségur.
- Guillaume e Aymon de La Roche-Aymon.
- Pons Motier.
- D. de Verdonnet.
- Jean d'Audiffret.

1250.
- Renaud de Vichy, gran maestro dell'Ordine del Tempio.

1252.
- Boemondo VI, principe d'Antiochia.
- Guillaume-Raymond de Grossolles.
- Geoffroy de Penne.
- Pierre de Gimel.
- Arnaud de Marquefave.
- Pierre de Voisins.

1256.
- Thomas Béraud, gran maestro dell'Ordine del Tempio.

1259.
- Hugues de Revel, gran maestro dell'Ordine di San Giovanni di Gerusalemme

1267.
- Sicard, visconte di Lautrec.

1269.
- Eudes di Borgogna, signore di Borbone, conte di Nevers, d'Auxerre e di Tonnerre.

1270.
- Ferry de Verneuil, maresciallo di Francia.
- Jean Britaut.
- Raoul Le Flamenc, signore di Cany, poi maresciallo di Francia.
- Pierre de Blémus.
- Erard de Valéry, connestabile dello Champagne.
- Roger, figlio di Raimond II Trencavel, ultimo visconte di Béziers e di Carcassonne.
- Jean III, Jean IV e Raoul de Nesle.
- Simon de Clermont, signore di Nesle e d'Ailly.
- Amaury de Saint-Cler.
- Jean Malet.
- Hugues de Villers.
- Jean de Prie, signore di Buzançais.
- Étienne e Guillaume Granche.
- Gisbert I, signore di Thémines.
- Geoffroy de Rostrenen.
- Pierre de Kergorlay.
- Maurice de Bréon.
- Guy de Sévérac.
- Gilles de Bois-Avesnes.
- Guillaume de Patay.
- Gilles de La Tournelle.
- Jean de Chambly.
- Simon de Coutes.

1273.
- Guillaume de Beaujeu, gran maestro dell'Ordine del Tempio.

1278.
- Nicolas de Lorgue, gran maestro dell'Ordine di San Giovanni di Gerusalemme.

1285
- Raymond de Vassinhac.

1289.
- Jean de Villiers, gran maestro dell'Ordine di San Giovanni di Gerusalemme.

1291.
- Thibaud Gaudin, gran maestro dell'Ordine del Tempio.

1293.
- Odon de Pins, gran maestro dell'Ordine di San Giovanni di Gerusalemme.

1300.
- Guillaume de Villaret, gran maestro dell'Ordine di San Giovanni di Gerusalemme.

1345.
- Jacques Brunier, cancelliere del Delfinato.
- Jean Aleman.
- Guillaume de Morges.
- Didier, signore di Sassenage.
- Aymon e Guichard de Chissey.
- Raymond de Montauban, signore di Montmaur.
- Geoffroy de Clermont, signore di Chaste.

1354.
- Pierre de Corneillan, gran maestro dell'Ordine di San Giovanni di Gerusalemme.

1355.
- Roger de Pins, gran maestro dell'Ordine di San Giovanni di Gerusalemme.

13/1.
- Robert de Juilly, gran maestro dell'Ordine di San Giovanni di Gerusalemme.

1376.
- Juan Fernández de Heredia, gran maestro dell'Ordine di San Giovanni di Gerusalemme.

1396.
- Philippe d'Artois, conte d'Eu, connestabile di Francia.
- Giacomo II di Borbone, conte de la Marche.

1454.
- Jacques de Milly, gran maestro dell'Ordine di San Giovanni di Gerusalemme.

1461.
- Piero Raimondo Zacosta, gran maestro dell'Ordine di San Giovanni di Gerusalemme.

1467.
- Giovanni Battista Orsini, gran maestro dell'Ordine di San Giovanni di Gerusalemme.

1512.
- Guy de Blanchefort, gran maestro dell'Ordine di San Giovanni di Gerusalemme.

1534.
- Pierino de Ponte, gran maestro dell'Ordine di San Giovanni di Gerusalemme.

1535.
- Didier de Sainte-Jalle, gran maestro dell'Ordine di San Giovanni di Gerusalemme.

1536.
- Juan de Homedes, gran maestro dell'Ordine di San Giovanni di Gerusalemme.

1553.
- Claude de La Sengle, gran maestro dell'Ordine di San Giovanni di Gerusalemme.

### I dipinti della quarta sala

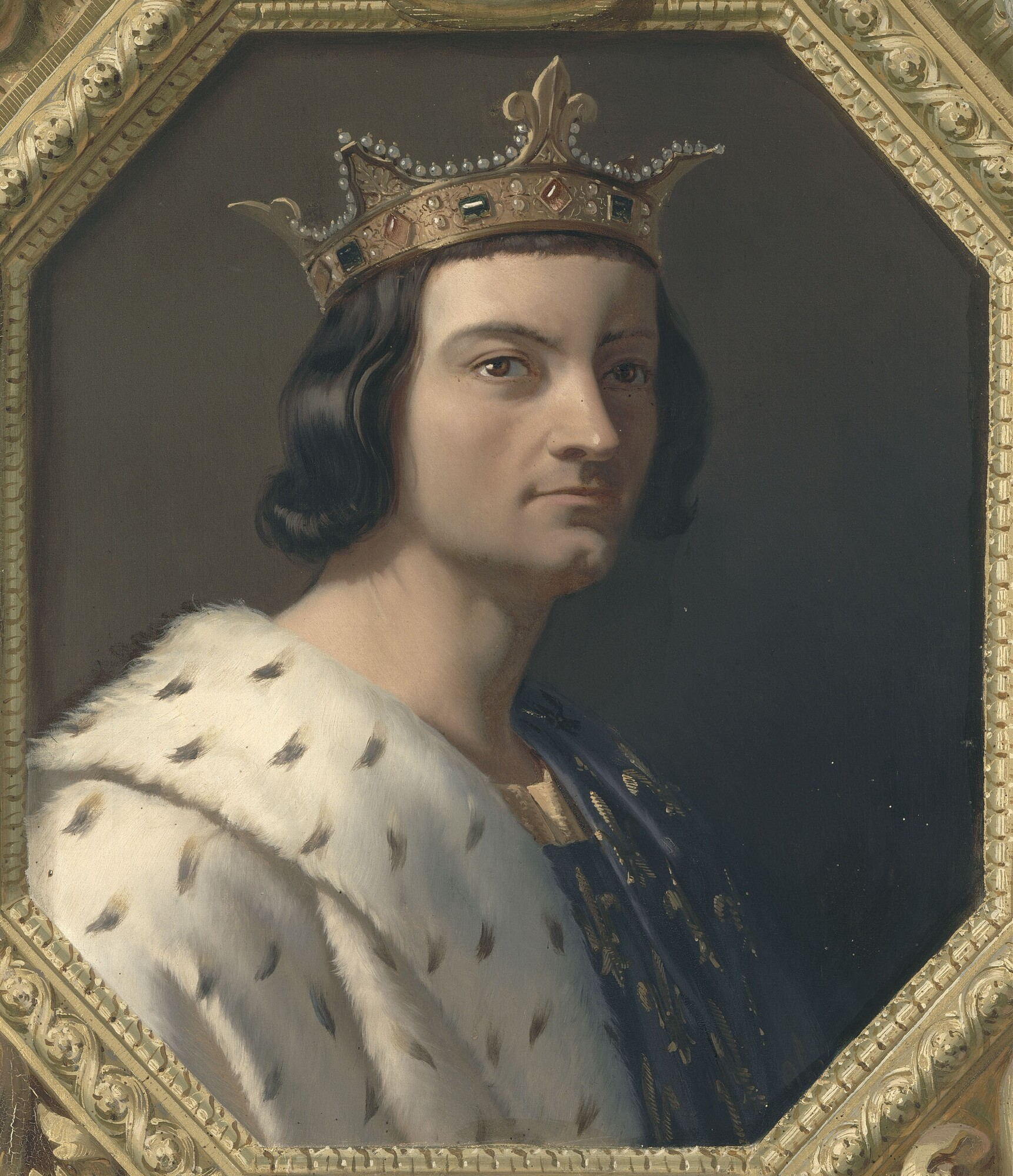
Filippo III di Francia (Filippo l'Ardito), re di Francia.

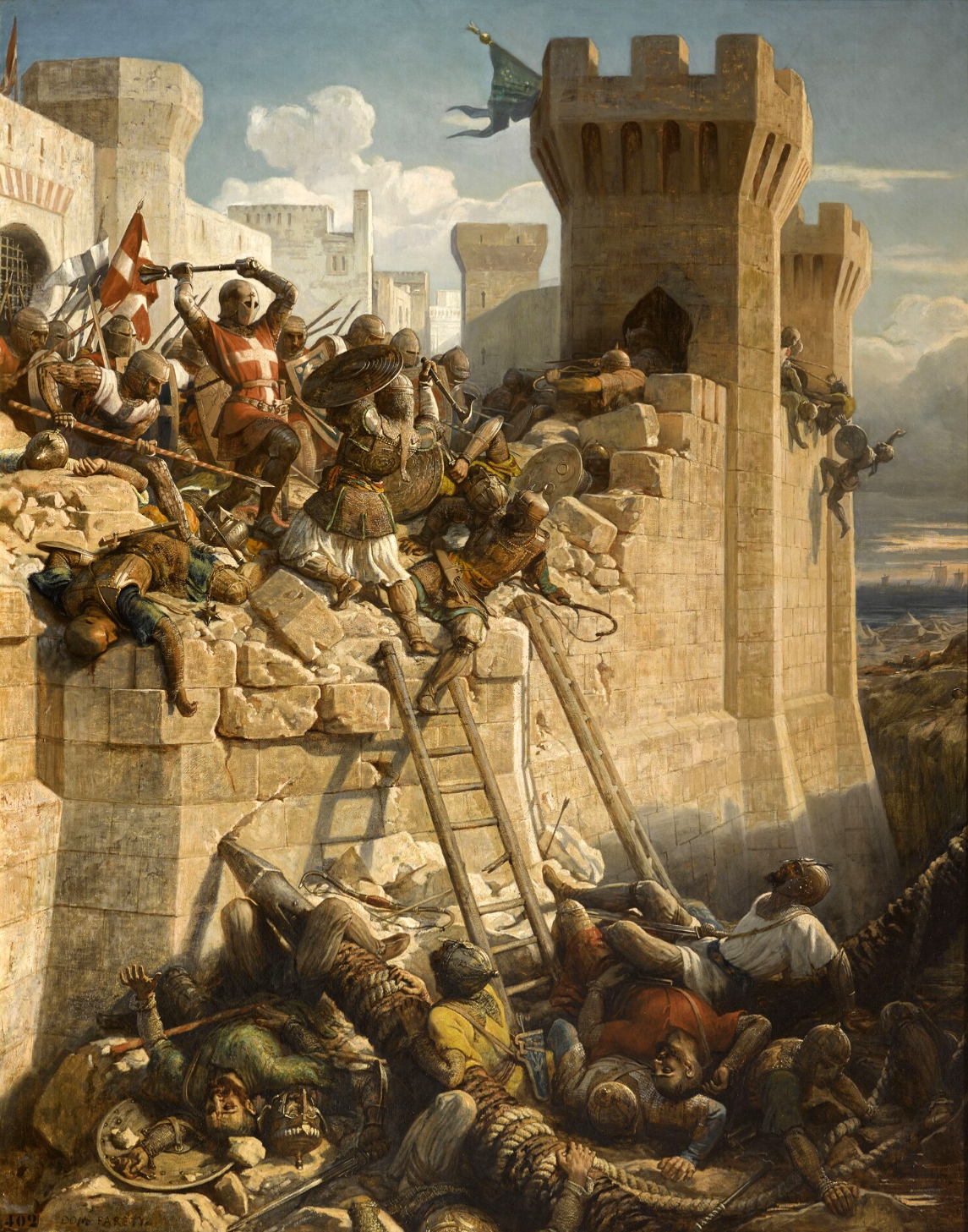
Guillaume de Clermont difende Tolemaide.

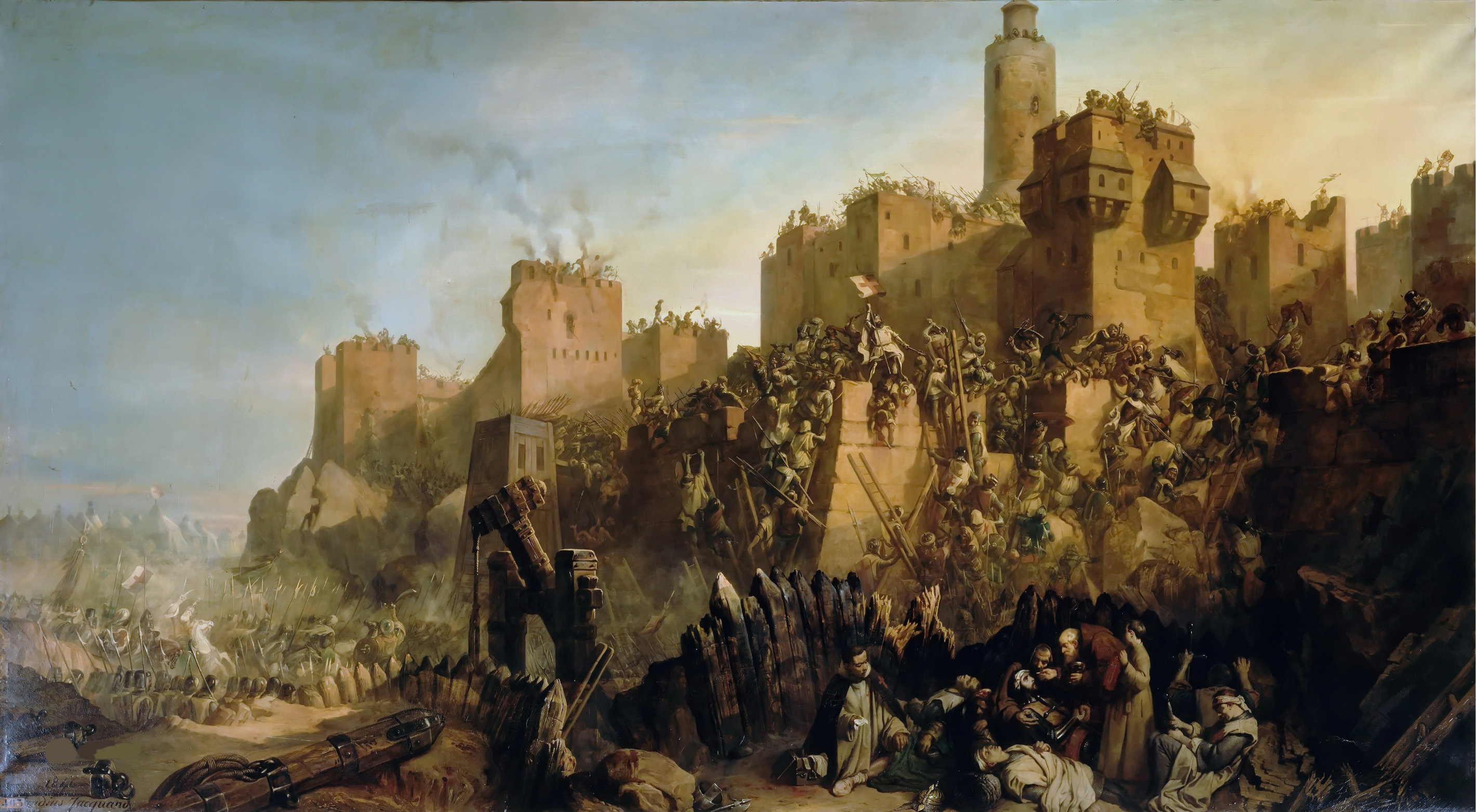
Jacques Molay conquista Gerusalemme.

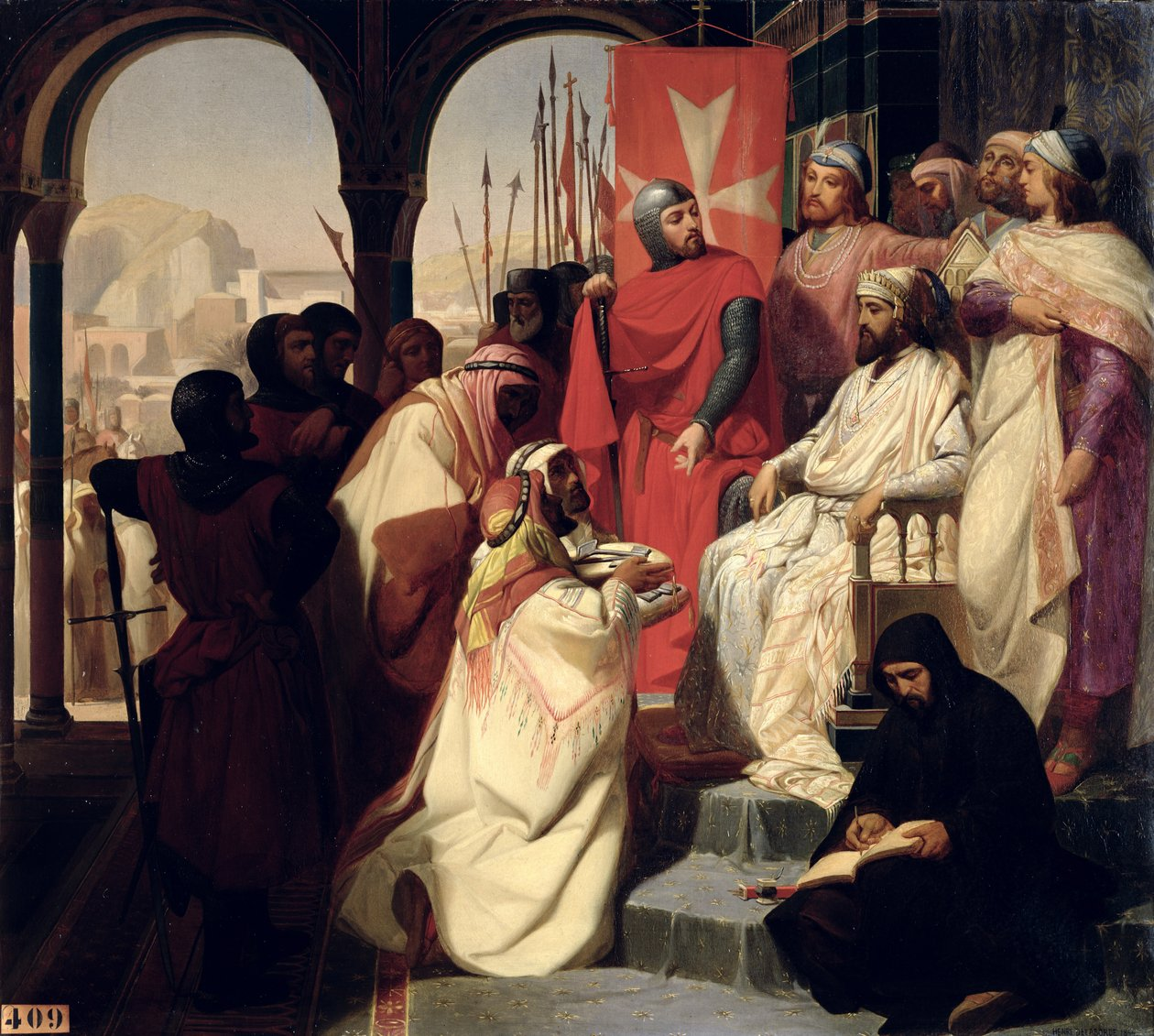
I cavalieri di San Giovanni ristabiliscono il cristianesimo in Armenia.

- Riconquista del castello di Jaffa. — 1192. Dipinto di Edouard Girardet de 1844. — h. 0,70. — l. 0,79.
- Ricevimento di Jean de Brienne a Tolemaide. — 13 settembre 1210. -h. 3,17. -l. 5,57.
- Sbarco di San Luigi IX in Egitto. — 4 giugno 1249. Dipinto di Georges Rouget del 1839. — h. 1,73. — l. 1,12.
- San Luigi IX riceve a Damietta il patriarca di Gerusalemme. — 1249. Dipinto di M. Oscar Gue — h. 0,70. — l. 0,70.
- Gaucher de Châtillon difende con pochi compagni la strada verso Miniéh. — 1250. - Dipinto di Karl Girardet. — h. 1,1 — L. 1,12.
- Filippo III l'Ardito, re di Francia. Dipinto di Alexandre Laemlein. — h. 1,05. — l. 0,77.
- Concilio di Lione. — 1274. - h. 1,11. — l. 1,35.
- Guillaume de Clermont difende Tolemaide. — 1291. Dipinto di Dominique Papety. — h. 1,73. — l. 1,35.
- Jacques de Molay conquista Gerusalemme. — 1299. Dipinto di M. Claudius Jacquand del 1846. — h. 73 — l. 3,15.
- Presa di Rodi — 15 agosto 1310. Dipinto di Féron. — h. 1 — l. 1,45.
- Difesa di Rodi contro il sultano ottomano. — 1315. — h. 3,17. - l. 5,57.
- Battaglia navale di Episcopia. — 1323. Dipinto di Auguste Mayer. — h. 1,11. — l. 1,49.
- Presa del castello di Smirne. — 1344. Dipinto di Charles Alexandre Debacq del 1845. — h. 1,7 — L. 1,35.
- Battaglia navale d'Embro. — 1346. Dipinto di M. Eugène Lepoittevin del 1841. — h. 1,21. — l. 1,35.
- I cavalieri di San Giovanni ristabiliscono il cristianesimo in Armenia. — 1347. Dipinto di Henri Delaborde del 1844. — h. 0,70. — l. 0,79.
- Presa di Alessandria. — 1366. —h. 0,70. — l. 0,79.
- Filippo d'Artois, conte d'Eu, connestabile di Francia. Dipinto di Alexandre Laemlein. — h. 1,03. — l. 0,80.
- Giovanni Senza Paura, duca di Borbogna. Dipinto di Alexandre Laemlein. — h. 1,03. — l. 0,80.
- Boucicault (Jean le Meingre) maresciallo di Francia. Dipinto di Alexandre Laemlein. — h. 1,03. — l. 0,77.
- Fine dell'assedio di Costantinopoli. — 1402. Dipinto di Changée del 1839. — h. 1,73. — l. 1.12.
- Capitolo generale dell'Ordine di San Giovanni di Gerusalemme tenutosi a Rodi. — 1514. Dipinto di Claudius Jacquand. — h. 1,11. — l. 1,12.

## La quinta sala delle Crociate
Questa sala, che si estende per tutta la larghezza del pavillon de Noailles, sotto Luigi XV era composta di due appartamenti, che nel 1735 vennero proposti rispettivamente per l'abate di Pomponne e per la marchesa di Mailly, dama di palazzo della regina, e nel 1755 per il principe Costantino, primo elemosiniere del re, e per il duca di Lussemburgo, capitano delle guardie. I muri che separavano questi appartamenti sono stati rimpiazzati da colonne.
Le porte in cedro di questa porta provengono dall'ospedale dei cavalieri di San Giovanni a Rodi. Questi oggetti vennero donati nel 1836 a Luigi Filippo dal sultano Mahmud. Sono qui raccolti gli stemmi dei principi crociati dal 1096 al 1557.

### I crociati della quinta sala
1096.
- Goffredo di Buglione, re di Gerusalemme.
- Ugo di Francia, detto Il Grande, conte del Vermandois.
- Eudes I di Borgogna
- Roberto II, duca di Normandia.
- Raimondo IV, conte di Tolosa.
- Roberto II, conte di Fiandra.
- padre Gerardo, rettore dell'Ospedale di San Giovanni di Gerusalemme.
- Alain IV detto Fergent, duca di Bretagna.
- Boemondo, principe d'Antiochia.
- Stefano di Champagne, conte di Blois.
- Renato II di Borgogna e Stefano I di Borgogna
- Luigi, figlio di Thierry I, conte di Bar.
- Baldovino di Borgogna, re di Gerusalemme.
- Baldovino II di Hainaut.
- Henri d'Eu, V conte d'Eu e signore di Hastings.
- Stefano, conte di Aumale.
- Eustachio, conte di Boulogne.
- Roger I, conte di Foix.
- Gaston IV de Béarn.
- Ugo VI detto Il Diablo, signore di Lusignano.
- Adhémar de Monteil.
- Raymond Pelet.
- Raymond I, visconte di Turenne.
- Tancredi d'Hauteville.
- Eustache d'Agrain, principe di Sidone e di Cesarea, viceré e connestabile del regno di Gerusalemme.
- Baldovino di Rethel, detto di Bourg, poi re di Gerusalemme.
- Filippo Le Grammairien, conte d'Alençon (Casato di Bellême).
- Geoffroy de Preuilly, detto Jourdain, conte di Vendôme.
- Rotrou III du Perche.
- Guglielmo Taillefer III, conte d'Angoulême.
- Drogon, signore di Nesle e di Falvy.
- Raimbaud II d'Orange.
- Garnier, conte di Gray.
- Astanove II, conte di Fezensac.
- Étienne e Pierre de Salviac.
- Thomas de Coucy.
- Gilbert de Garlande, detto Payen.
- Amanieu II, signore di Albret.
- Ithier II, signore di Toucy e di Puisaye.
- Raymond-Bertrand, signore di L'Isle-Jourdain.
- Guillaume de Sabran.
- Foulques de Maillé.
- Calo II, signore di Caumont.
- Roger de Choiseul.
- Guillaume I detto Il Carpentiere, visconte di Melun.
- Guy de Thiern, conte di Chalon-sur-Saône.
- Gérard, signore di Créquy.
- Host du Roure.
- Jean e Colard de Houdetot.
- Robert de Nevers, detto Le Bourguignon.
- Raimbaud Creton, signore di Estourmel.
- Pons e Bernard de Montlaur.
- Arnould, barone di Ardres.
- Guillaume III, conte di Lionese e di Forez.
- Ugo di Saint-Omer.
- Renaud de Pons.
- Hugues du Puy, signore di Pereins, d'Apifer e di Rochefort
- Gérard de Bournonville.
- Héracle, conte di Polignac.
- Aimery IV de Rochechouart.
- Adam de Béthune.
- Guy, signore di Laval.
- Pierre-Raymond de Hautpoul.
- Gaucher I de Châtillon.
- Raoul d'Escorailles.
- Gérard, conte di Rossiglione.
- Guglielmo V, signore di Montpellier.
- Gérard de Chérizy.
- Pierre I, visconte di Castillon.
- Guérin de Rochemore.
- Éléazar de Montredon.
- Pierre e Pons de Capdeuil (Fay).
- Gauthier e Bernard, conti di Saint-Valery.
- Raoul, signore di Beaugency.
- Guillaume de Briqueville.
- Philippe de Montgommery.
- Robert de Vieux-Pont.
- Hugues, conte di Saint-Pol.
- Anselme de Ribaumont.
- Golfier de Lastours, detto Il Grande, signore di Hautefort.
- Manassès, conte di Guînes.
- Goffredo II, barone di Donzy.
- Guy de la Trémoille.
- Robert de Courcy.
- Renaud de Beauvais.
- Jean de Mathan.
- Guillaume-Raymond, signore di Lunel.
- Guillaume de Pierre, signore di Ganges.
- Clairambault de Vandeuil.
- Guillaume Carbonnel de Canisy.
- Bertrand Porcelet.
- Claude de Montchenu.
- Jourdain IV, signore di Chabannais e di Confolent.
- Robert de Sourdeval.
- Philippe de Montbel.
- Folker o Foulcher d'Orléans.
- Gauthier, signore di Breteuil.
- Drogon o Dreux de Monchy.
- Guglielmo di Bures, signore di Tiberiade.
- Baldovino di Gand, conte di Alost.
- Gérard de Gournay.
- Il signore di Cardaillac.
- Il signore di Barasc.
- Géraud, signore di Gourdon.

1099.
- Josselin de Courtenay.

1100.
- Guillaume IX de Guyenne, duca e conte di Poitiers.
- Guillaume II de Nevers.
- Eudes Herpin, visconte di Bourges.
- Herbert II, visconte di Thouars.

1101.
- Bernard Aston, visconte di Béziers.
- Baudouin de Grandpré.
- Hugues, detto Bardoul, signore di Broyes.

1102.
- Guglielmo VI d'Alvernia.
- Il barone di La Tour d'Auvergne.
- Jean, visconte di Murat.
- Arnaud d'Apchon.

1103.
- Guillaume de Castelnau.

1106.
- Robert Damas.

1107.
- Robert, conte di Montfort-sur-Rille.

1109.
- Raymond II, conte di Substantion e di Melgueil.

1111.
- Pierre, signore di Noailles.

1112.
- Gérard de Briord.

1119.
- Raymond du Puy, gran maestro dell'Ordine di San Giovanni di Gerusalemme.

1120.
- Gauthier de Beyviers.
- Archéric, signore di Corsant.
- Ulric de Baugé, signore di Bresse.
- Pernold de Saint-Sulpis.

1128.
- Hugues de Payns, primo gran maestro dell'Ordine del Tempio.

1133.
- Humbert III de Salins, detto Il Rinforzato, signore.
- Luigi VII il giovane.
- Corrado III di Hohenstaufen, imperatore di Germania.

1142.
- Baliano, primo signore di Ibelin.

1147
- Roberto di Francia, conte di Dreux.
- Enrico I dello Champagne, conte di Champagne e di Brie.
- Arcimbaldo VII, signore di Borbone.
- Thibaut de Montmorency.
- Guido II di Ponthieu.
- Renaud, conte di Joigny.
- Sebran Chabot.
- Rainaud V d'Aubusson.
- Guerric de Coligny
- Guglielmo VII d'Alvernia.
- Richard de Harcourt.
- Guillaume de Trie.
- Hugues II, signore di Montmorin.
- Ugo I, conte di Vaudémont.

Galéran IV, conte di Meulan.
- Maurice de Montréal.
- Soffrey de Beaumont (in Dauphiné).
- Gilles, detto Gillion, signore di Trazegnies.
- Geoffroy Waglip o Gayclip, antenato di du Guesclin.
- Hugues V, signore di Beaumont-sur-Vingeanne.
- Ébles III, visconte di Ventadour.
- Ithier de Magnac.
- Manassès de Bulles.
- Ugo VII, detto Il Bruno, signore di Lusignano.
- Geoffroy de Rancon.
- Guy IV de Comborn, visconte di Limoges.
- Hugues Tyrrel, signore di Poix.
- Renaud, conte di Tonnerre.

1148.
- Amedeo III di Savoia, conte di Moriana e di Savoia.

1149.
- Bernard de Tramelay, gran maestro dell'Ordine del Tempio.

1177.
- Roger de Moulins, gran maestro dell'Ordine di San Giovanni di Gerusalemme.

1190.
- Filippo Augusto, re di Francia.
- Federico Barbarossa, imperatore di Germania.
- Riccardo Cuor di Leone, re d'Inghilterra.
- Ugo III di Borgogna.
- Enrico I, duca di Brabante.
- Raoul I di Clermont in Beauvaisis, connestabile di Francia.
- Albéric Clément, signore di Mez, maresciallo di Francia.
- Giacomo d'Avesnes.
- Dreux IV de Mello, IVo del nome, più tardi connestabile di Francia
- Stefano I di Sancerre, conte di Sancerre.
- Guy de Senlis, IVo del nome, signore di Chantilly.
- Guillaume des Barres, conte di Rochefort.
- Adam III, signore di L'Isle.
- Raymond Aimery II, barone di Montesquiou.
- Clérembault, signore di Noyers.
- Jean I de Saint-Simon.
- Guillaume de La Rochefoucault, visconte di Châtellerault.
- Laurent du Plessis.
- Florent de Hangest.
- Hugues, signore di Vergy.
- Dreux II, signore di Cressonsart.
- André de Brienne, signore di Rameru.
- Aléaume de Fontaines.
- Osmond d'Estouteville.
- Raoul de Tilly.
- Mathieu III, conte di Beaumont-sur-Oise.
- Léon, signore di Dienne.
- Juhel III de Mayenne.
- Hellin de Wavrin.

1191.
- Renaud de Tascher.
- Henri de Walpot de Bassenheim, primo gan maestro dell'Ordine Teutonico.
- Robert IV de Sablé, gran maestro dell'Ordine del Tempio.
- Guido di Lusignano, re di Cipro.

1196.
- Margherita di Francia (1158-1197), regina d'Ungheria.
- Enguerrand de Crèvecœur.

1202.
- La repubblica di Venezia.
- Goffredo di Villehardouin.
- Simon IV de Montfort.
- Renaud, signore di Montmirail.
- Richard, conte di Montbéliard.
- Eustache de Saarbruck.
- Eudes e Guillaume, signori di Champlitte.
- Eustache de Conflans.
- Pierre de Bermond, barone d'Anduze.
- Guillaume d'Aunoy.
- Guigues III de Forez.
- Eudes, signore di Ham (antico Vermandois).
- Nicolas, signore di Mailly.
- Baudouin d'Aubigny.
- Henri, signore di Montreuil-Bellay.
- Bernard III de Moreuil.
- Gauthier, signore di Bousies.
- Ottone de la Roche, signore di Ray.
- Anselme de Cayeux.
- Enguerrand, signore di Fiennes.
- Eustache de Canteleu.
- Robert Malvoisin.

1207.
- Garin de Montaigu, gran maestro dell'Ordine di San Giovanni di Gerusalemme

1215.
- Andrea II d'Ungheria.

1217
- Guillaume de Vismes.

1218.
- Enrico, conte di Rodez e di Carlat
- Milon IV, conte di Bar-sur-Seine.
- Grimaldus, signore di Monaco.
- Savary I de Mauléon.
- Pierre de Lyobard.
- Jean d'Arcis-sur-Aube.

1221.
- Jean de Brienne, re di Gerusalemme e poi imperatore latino di Costantinopoli.
- Pierre II de Courtenay, imperatore latino di Costantinopoli.

1228.
- Federico II del Sacro Romano Impero, imperatore di Germania.

1233.
- Hermann o Armand de Périgord, gran maestro dell'Ordine del Tempio.

1248.
- Luigi IX (San Luigi), re di Francia.
- Roberto I d'Artois, fratello di Luigi IX.
- Alphonse de Poitiers.
- Carlo di Francia, conte di Angiò.
- Ugo IV, duca di Borgogna.
- Pierre de Courtenay.
- Tibaldo VI, conte di Champagne, re di Navarra.
- Pierre de Dreux, detto Mauclerc, duca di Bretagna.
- Jean, signore di Joinville.
- Arcimbaldo IX di Dampierre detto Il Giovane, signore di Borbone.
- Humbert de Beaujeu, signore di Montpensier, connestabile di Francia.
- Jean de Montfort-l'Amaury.
- Ugo XI, detto Il Bruno, signore di Lusignano, conte de la Marche.
- Henri Clément, maresciallo di Francia.
- Guillaume de Beaumont, maresciallo di Francia.
- Mathieu I, signore di Roye.
- Gilles, signore di Rieux.
- Boson de Talleyrand, signore di Grignols.
- Gaston II de Gontaut, signore di Biron.
- Roland de Cossé.
- Henri, signore di Boufflers.
- Jean I, signore di Aumont.
- Geoffroy V, barone di Châteaubriant.
- Olivier de Termes.
- Gauthier, detto Giffart, visconte de Meaux.
- Pons de Villeneuve.
- Hélie de Bourdeilles.
- Jean de Beaufort in Artois.
- Guérin de Chàteauneuf de Randon, signore di Apchier.
- Gobert d'Aspremont.
- Philippe II, signore di Nanteuil, di Plaissier, di Pomponne e di Lévignen.
- Geoffroy de Sargines.
- Hugues de Trichâtel, signore di Escouflans.
- Josseran de Brancion,
- Roger de Brosse, signore di Boussac.
- Foulques du Merle.
- Pierre de Villebéon, gran ciambellano di Francia.
- Gualtieri di Brienne, conte di Jaffa.
- Hugues Bonafos de Teyssieu.
- Jacques de Saulx.
- Henri de Roucy, signore di Thosny e di Bois.

1250.
- Bertrand de Galard.

1270.
- Filippo III l'Ardito, re di Francia.
- Giovanni Tristano di Nevers.
- Pierre d'Alençon.
- Guy de Lévis, IIIo del nome, maresciallo di Mirepoix.
- Astorg d'Aurillac, barone d'Aurillac e visconte di Conros.
- Anselme de Torote, signore di Offemont.
- Guillaume III, visconte di Melun.
- Mathieu III, signore di Montmorency.
- Florent de Varennes, ammiraglio di Francia.
- Guy VIII, signore di Montmorency-Laval.
- Raoul de Sores, signore di Estrées, maresciallo di Francia.
- Thibaut de Marly, signore di Mondreville.
- Lancelot de Saint-Maard, maresciallo di Francia.
- Guillaume V, signore di Bec-Crespin, maresciallo di Francia.
- Héric de Beaujeu, maresciallo di Francia.
- Renaud de Pressigny, maresciallo di Francia.
- Guy de Châtillon, conte di Blois.
- Jean de Rochefort.
- Prégent II, signore di Coëtivy.
- Bernard II, signore di La Tour d'Auvergne.
- Giovanni I, signore di Grailly.
- Philippe, signore di Auxy.
- Bernard de Pardaillan.
- Jean de Sully.
- Guy, barone di Tournebu.
- Aubert e Baudouin de Longueval.
- Raoul e Gauthier de Jupilles.
- Macé de Lyons.

1288.
- Jean III, signore di Saint-Mauris en Montagne.
- Guillaume, barone di Montjoie.

1298.
- Jacques de Molay, ultimo gran maestro dell'Ordine del Tempio.

1310.
- Foulques de Villaret, gran maestro dell'Ordine di San Giovanni di Gerusalemme.

1319.
- Hélion de Villeneuve, gran maestro dell'Ordine di San Giovanni di Gerusalemme.

1346.
- Dieudonné de Gozon, gran maestro dell'Ordine di San Giovanni di Gerusalemme.

1365.
- Raymond Bérenger, gran maestro dell'Ordine di San Giovanni di Gerusalemme.

1396.
- Giovanni I di Borgogna (Giovanni Senza Paura), conte di Nevers, poi duca di Borgogna.
- Jean de Vienne, ammiraglio di Francia.
- Jean Le Meingre, detto Boucicault, maresciallo di Francia.
- Gilles de Brisay.

1397.
- Philibert de Naillac, gran maestro dell'Ordine di San Giovanni di Gerusalemme.

1437.
- Jean de Lastic, gran maestro dell'Ordine di San Giovanni di Gerusalemme.

1476.
- Pierre d'Aubusson, gran maestro dell'Ordine di San Giovanni di Gerusalemme.

1503.
- Emery d'Amboise, gran maestro dell'Ordine di San Giovanni di Gerusalemme.

1514.
- Fabrizio del Carretto, gran maestro dell'Ordine di San Giovanni di Gerusalemme.

1521.
- Philippe de Villiers de L'Isle-Adam, gran maestro dell'Ordine di San Giovanni di Gerusalemme.

1557.
- Jean de Valette, gran maestro dell'Ordine di San Giovanni di Gerusalemme.

### I dipinti della quinta sala

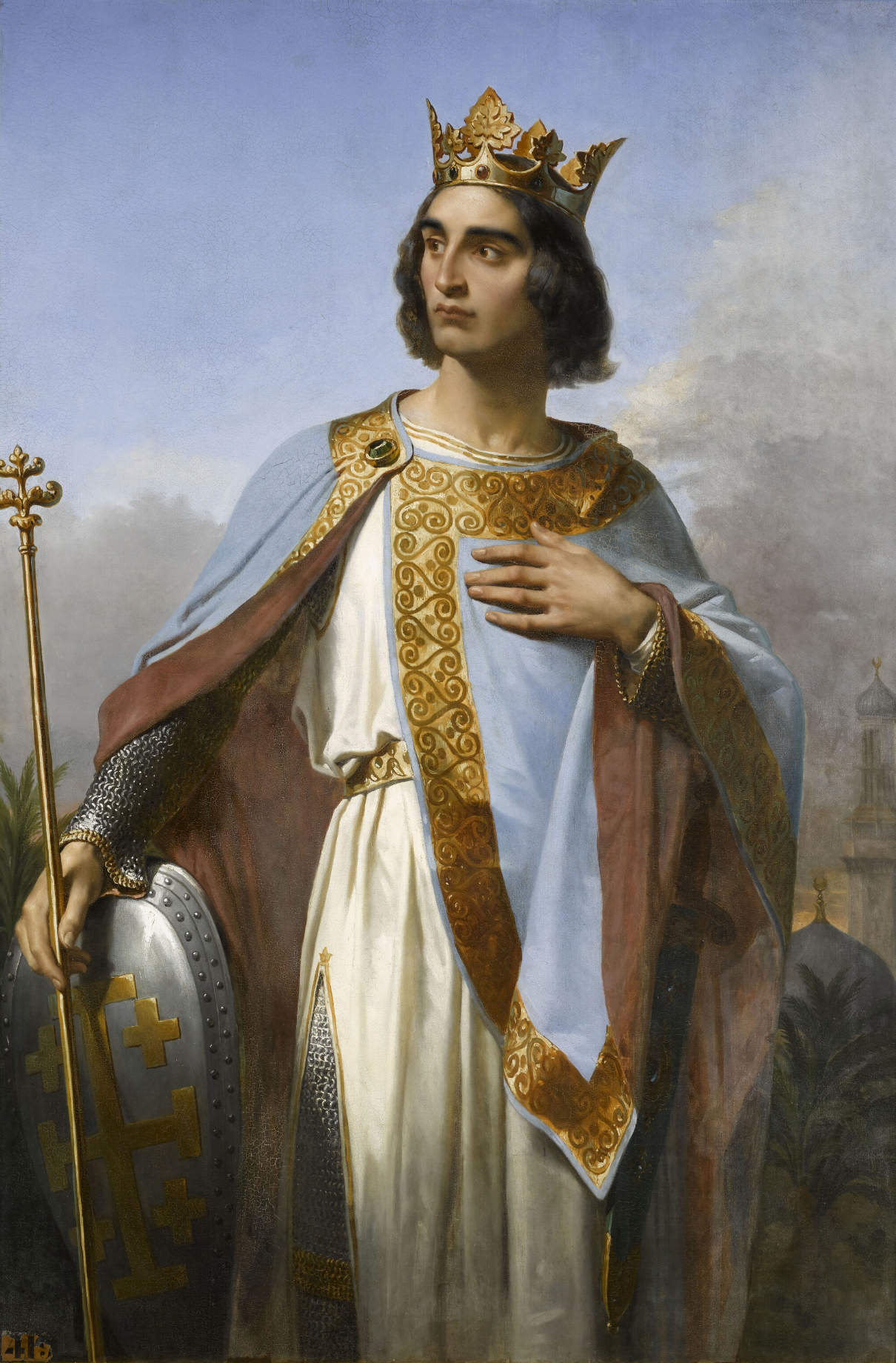
Baldovino I di Gerusalemme

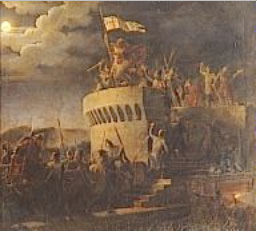
Tancredi d'Altavilla, principe di Tiberiade.

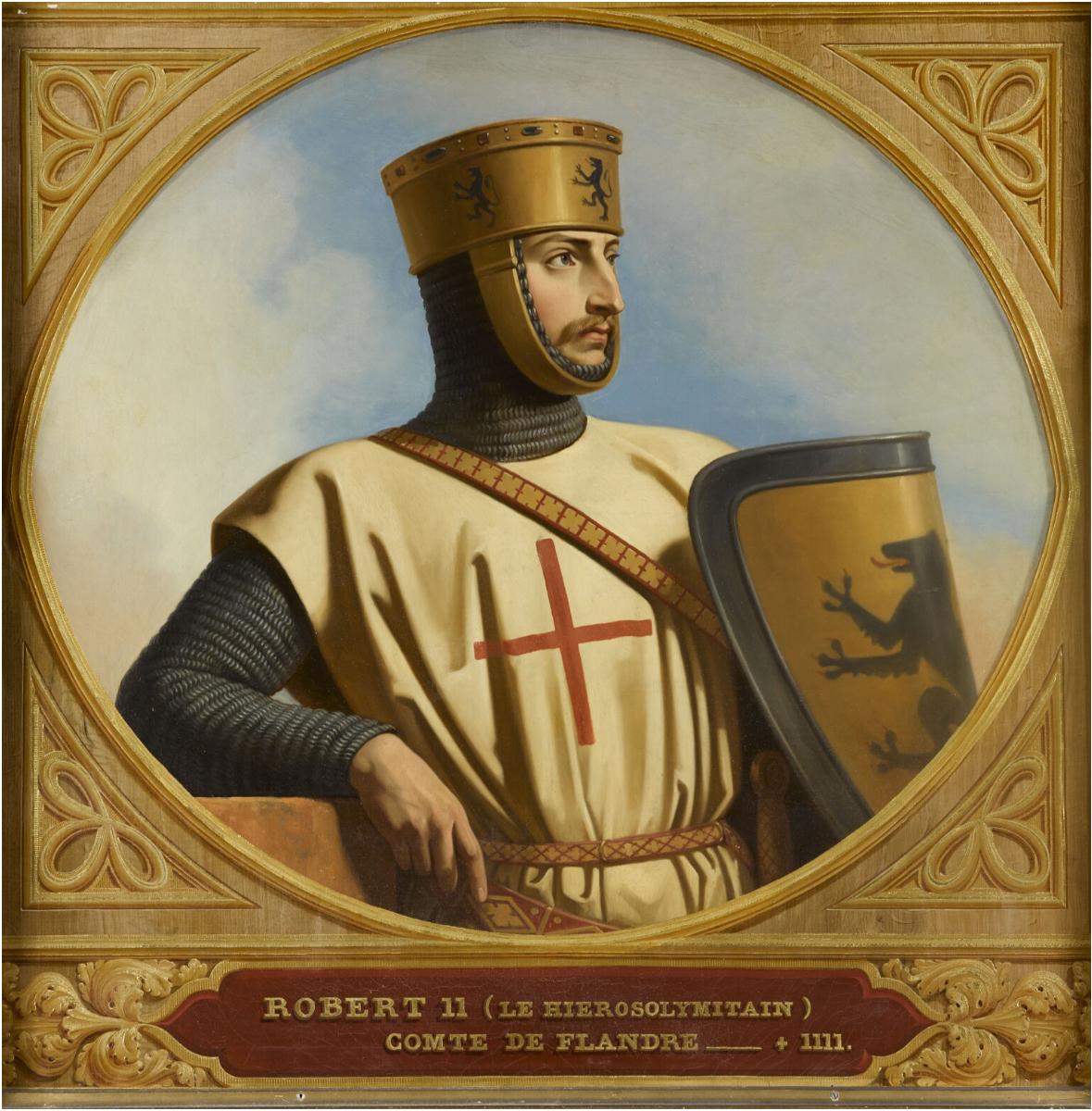
Roberto II di Fiandra.

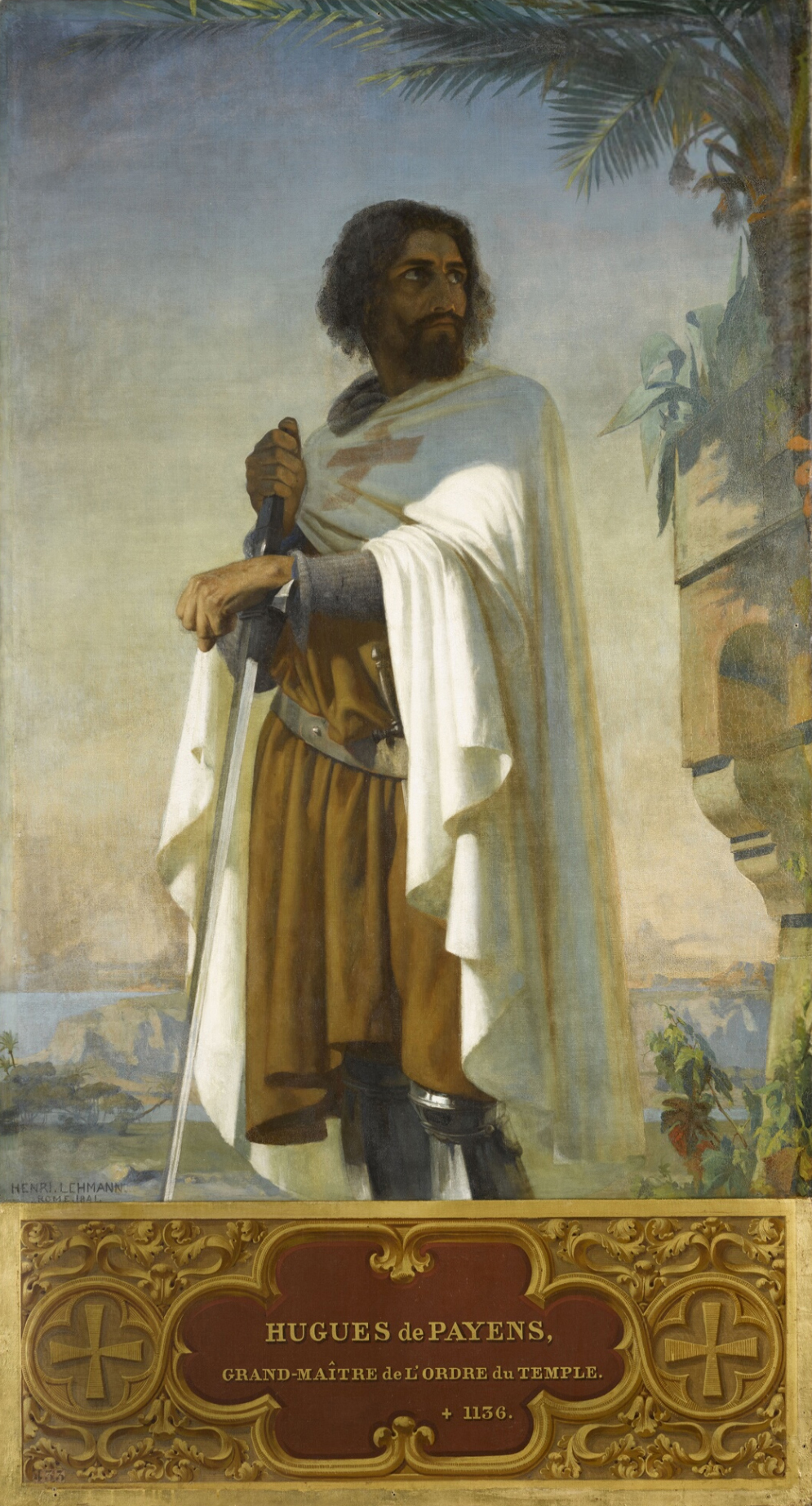
Hugues de Payens, primo gran maestro dell'Ordine del Tempio.

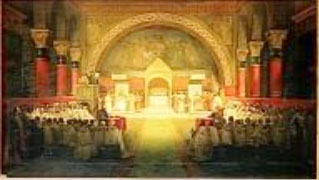
L'istituzione dell'Ordine del Tempio.

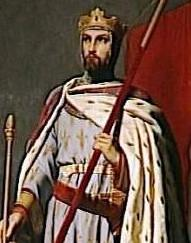
Luigi VII di Francia, re di Francia..

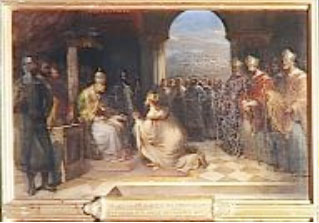
Papa Eugenio III riceve gli ambasciatori del re di Gerusalemme.

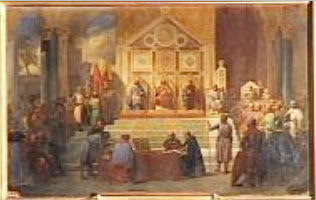
Assemblea dei crociati a Tolemaide.

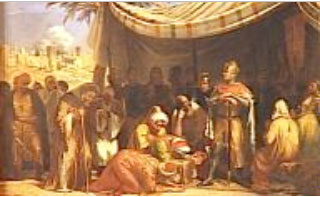
Presa di Ascalona.

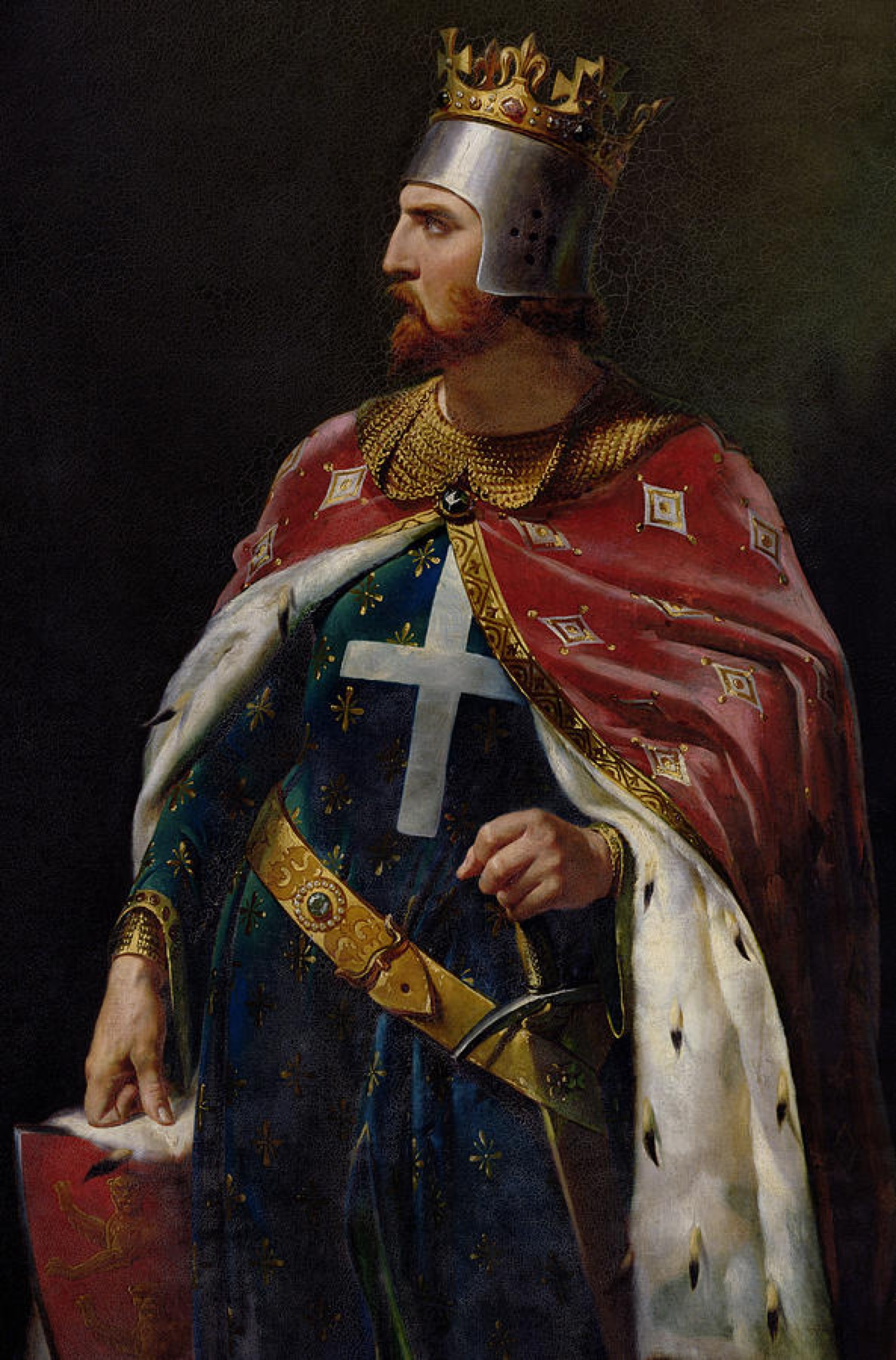
Riccardo I, detto Cuor di Leone, re d'Inghilterra.

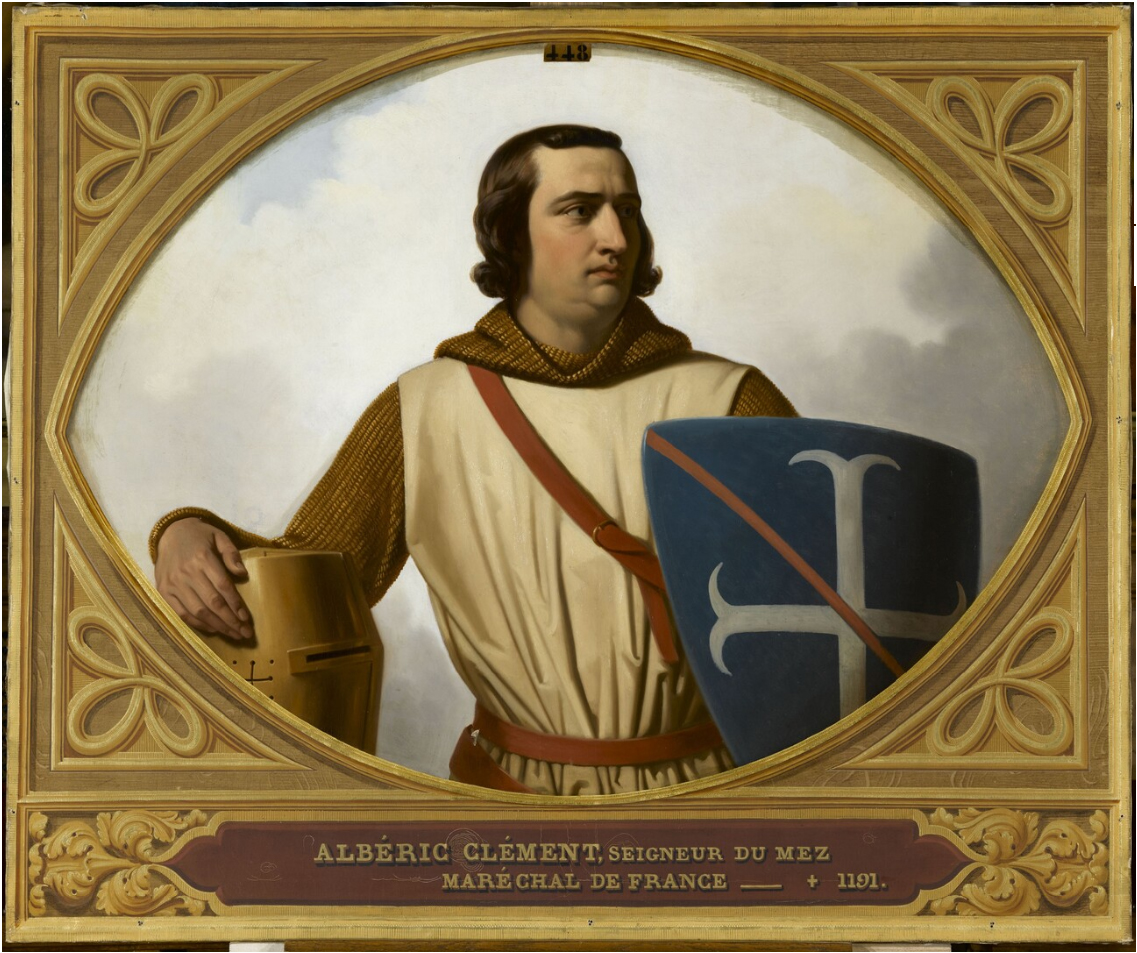
Albéric Clément, maresciallo di Francia.

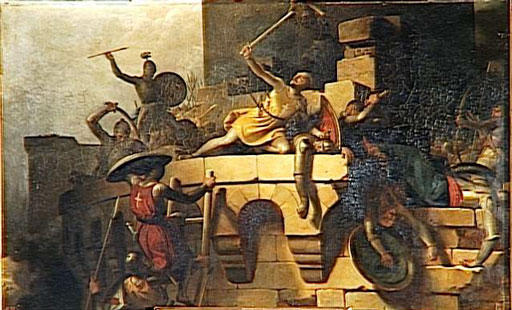
Assedio di Tolemaide (1191).

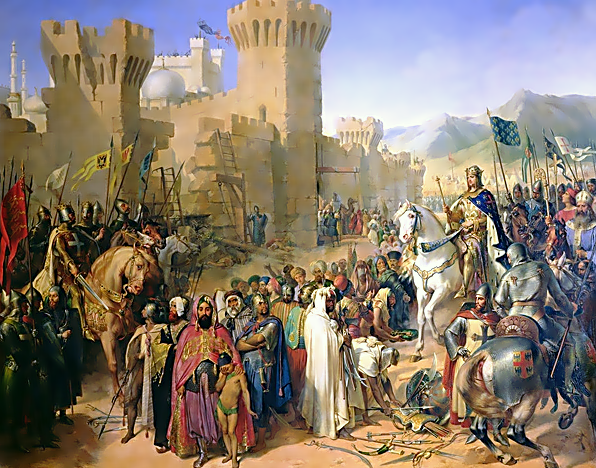
Tolemaide si arrende a Filippo Augusto ed a Riccardo Cuor di Leone.

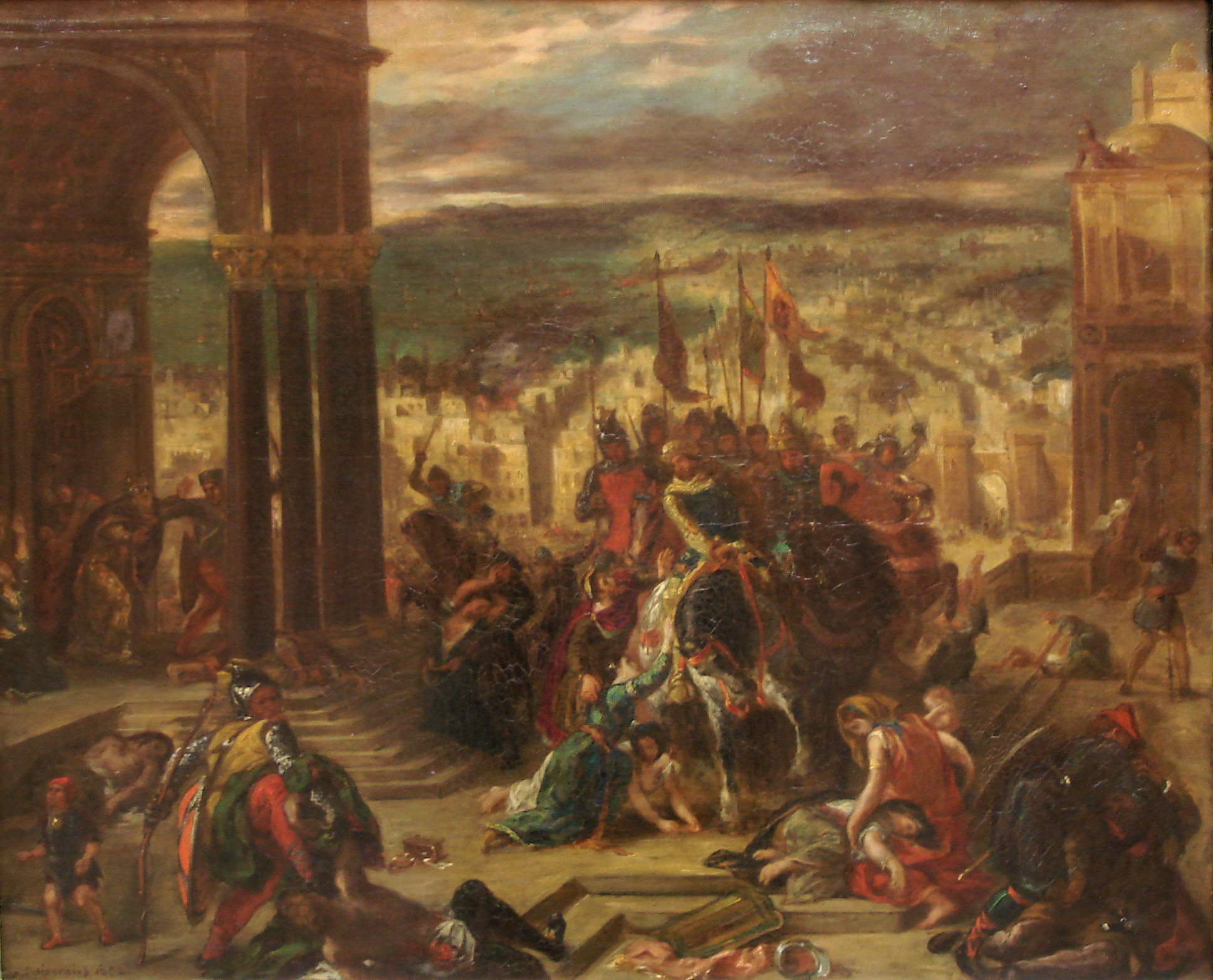
Presa di Costantinopoli.

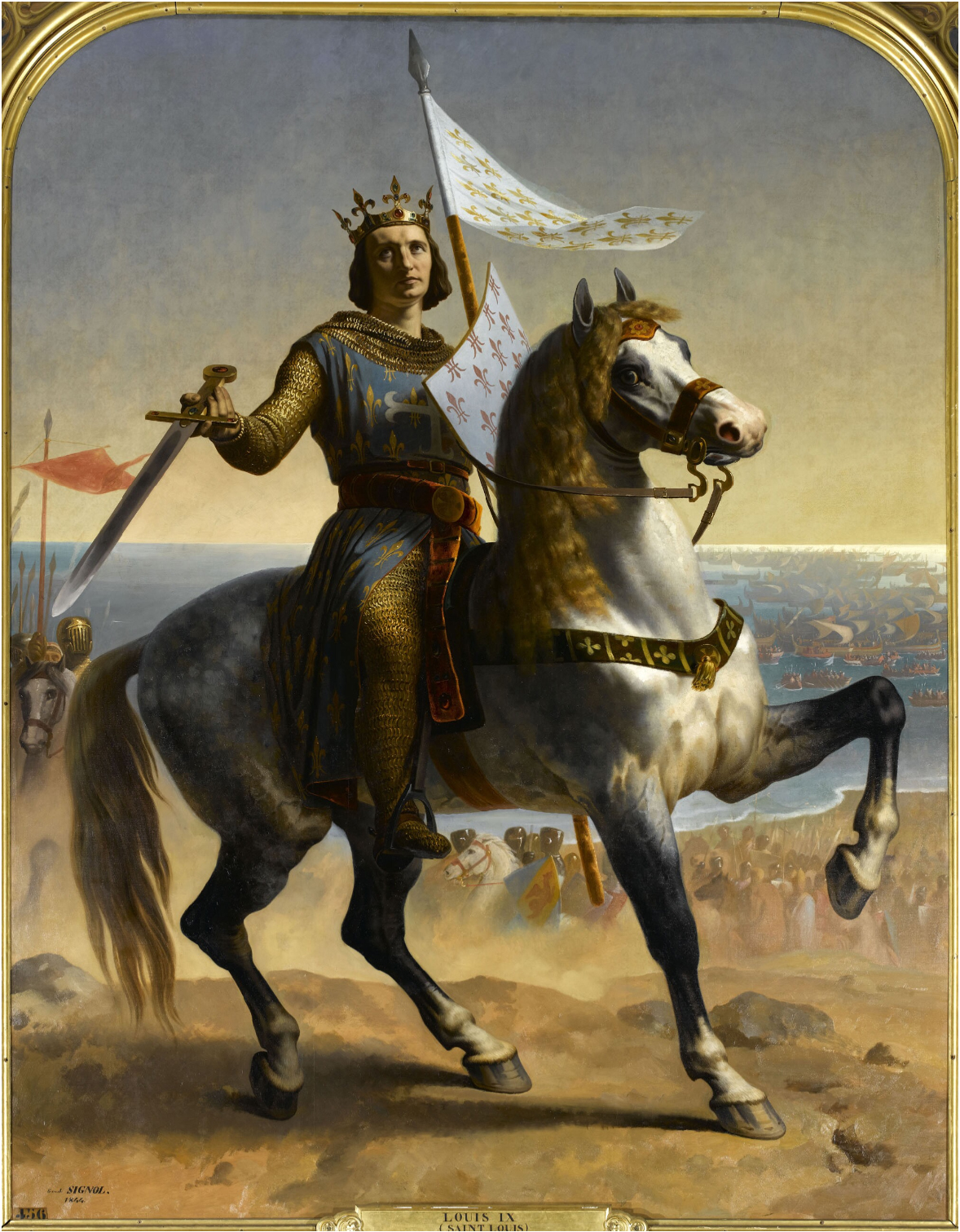
Luigi IX (san Luigi), re di Francia.

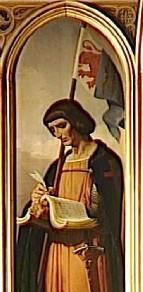
Jean de Joinville, siniscalco dello Champagne.

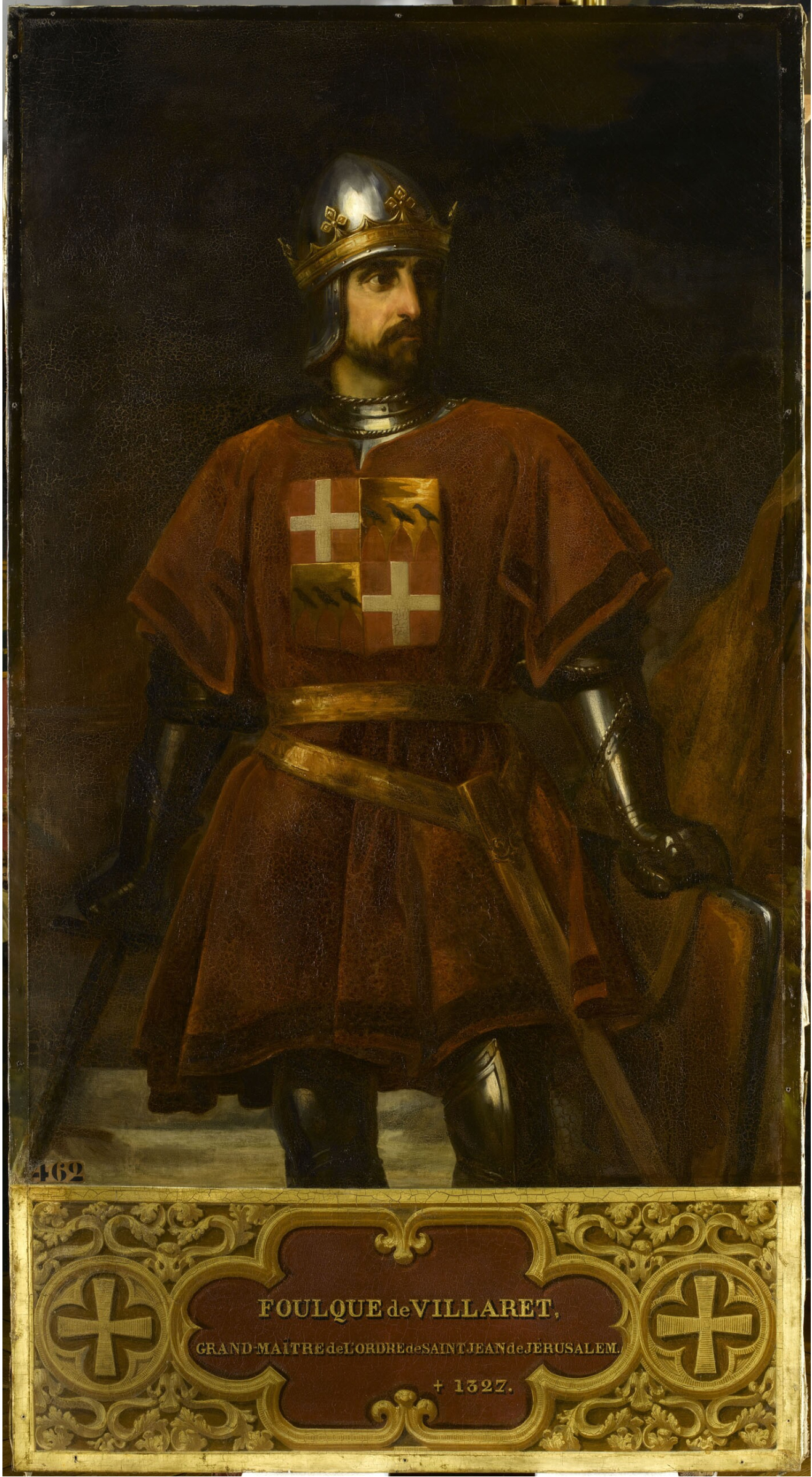
Foulques de Villaret.

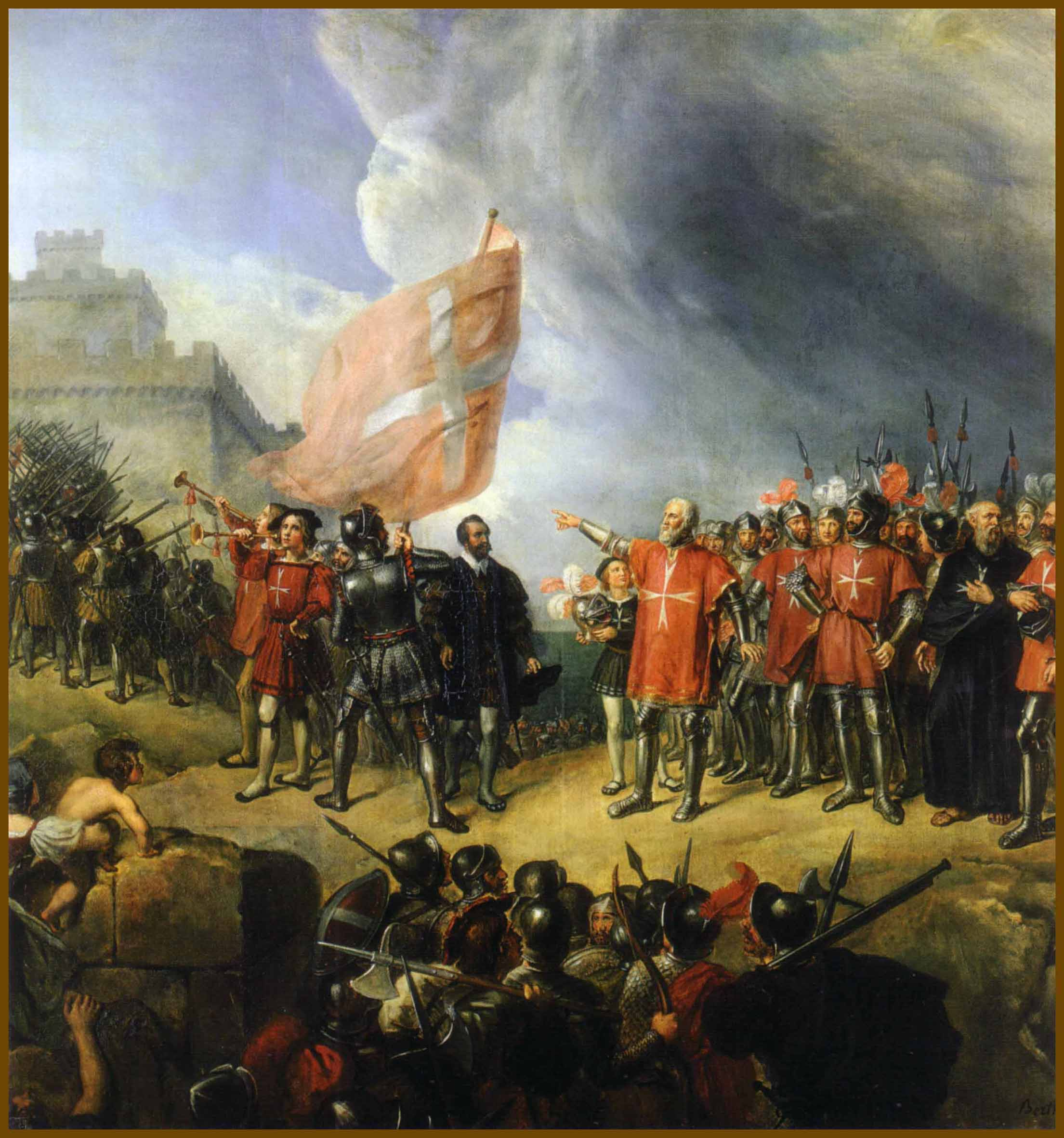
L'ordine di San Giovanni prende possesso dell'Isola di Malta-

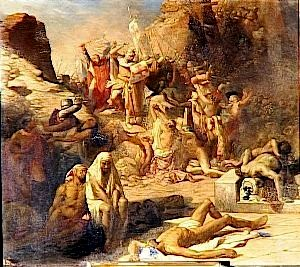
Presa di Damietta. —1219. Dipinto di Henri Delaborde del 1839.

- Pietro l'Eremita. Dipinto di Léon de Lestang-Parade. — h. 1,70. — l. 0,79.
- Adhémar de Monteil, vescovo di Puy. Dipinto di Merry-Joseph Blondel. — h. 2,58. — l. 0,69.
- Goffredo di Buglione, re di Gerusalemme. Dipinto di M. Émile Signol del 1844— h. 2,98. — l. 2,30.
- Baldovino I di Gerusalemme, re di Gerusalemme. Dipinto di Merry-Joseph Blondel. — h. 1,67. — l. 1,12.
- Tancredi, principe di Tiberiade. Dipinto di Merry-Joseph Blondel. — h. 1,67. — l. 0,78.
- Ugo di Francia, conte del Vermandois. Dipinto di Henri de Caisne. — h. 0,94. — l. 0,65.
- Roberto III, detto Courteheuse, duca di Normandia. Dipinto di Henri de Caisne. — h. 0,91. — l. 1,03.
- Roberto II, detto il Gerosolimitano, conte di Fiandra. Dipinto di Henri de Caisne. — h. 0,91. — l. 1,03.
- Predica della prima Crociata a Clermont in Alvernia. —novembre 1095. — h. 06. — l. 4,02. Questa tavola è stata provvisoriamente rimpiazzata da una tappezzeria dei Gobelins rappresentante la battaglia di Tolosa tra spagnoli e turchi, nel 1212, eseguita su modello di Horace Vernet, esposta nel Salone dal 1817.
- Tancredi, principe di Tiberiade, prende possesso di Betlemme. — 6 giugno 1099. Dipinto di Pierre Révoil. — h. 0,70. — l. 0,79.
- Tancredi, principe di Tiberiade, al Monte degli Ulivi. — 1099. — h. 0,70. —l. 0,79.
- Arrivo dei Crociati a Gerusalemme. —1099. — h. 0,70. — l. 0,79.
- Processione dei Crociati attorno a Gerusalemme. 14 luglio 1099. Dipinto di Jean-Victor Schnetz del 1841. — h. 4,06.
- Goffredo di Buglione tiene le prime assise del regno di Gerusalemme. — gennaio 1100. Dipinto di M. Jollivet. — h. 0,70. — l. 0,79.
- Du Puy (Raymond), primo gran maestro dell'Ordine di San Giovanni di Gerusalemme. Dipinto di M. Laemlein — h. 1,70. — l. 1,11.
- Istituzione dell'Ordine di San Giovanni di Gerusalemme. — 15 febbraio 1113. Dipinto di Henri de Caisne del 18.... — h. 0,71. — l. 1,11.
- Presa di Tiro. —1124. Dipinto di Alexandre-François Caminade. — h. 0,71. — l. 1,11.
- Hugues de Payns, primo gran maestro dell'Ordine del Tempio. Dipinto di Henri Lehmann — h. 1,70. — l. 1,11:
- Istituzione dell'Ordine del Tempio. — 1128. Dipinto di François Marius Granet del 1840. - h. 0,70. - l. 1,11.
- Papa Eugenio III riceve gli ambasciatori del re di Gerusalemme. — 1145. Dipinto di Hortense Haudebourt-Lescot del 1839. — h. 0,70. — l. 1,11.
- Luigi VII il Giovane, re. Dipinto di Émile Signol. — h. 2,55. — l. 1,81.
- Enrico I, detto il Liberale, conte palatino dello Champagne e del Brie. Dipinto di Henri de Caisne. — h. 0,90. — l. 1,21.
- San Bernardo, primo abate di Clairvaux. Dipinto di L. DE LESTANG. — h. 1,70. — l. 1,13.
- Presa di Lisbona. — 25 ottobre 1147. Dipinto di DESMOULINS. — h. 0,70. — l. 1,11.
- Luigi VII il Giovane forza il passaggio di Méandre. — 1148. Dipinto di Tony Johannot del 1841. — h. 0,70. — l. 1,11.
- Luigi VII il Giovane alla parata di Laodicea in Siria. —1148. Dipinto di Boisselier del 1859. — h. 0,70. — l. 1,11.
- Assemblea dei Crociati a Tolemaide. —1148. Dipinto di Charles Alexandre Debacq del 1839. — h. 0,70. — l. 1,11.
- Presa di Ascalona. — 1152. Dipinto di Sébastien-Melchior Cornu del 1841. — h. 0,70. — l. 1,13.
- Battaglia di Putaha. — 1159. Dipinto di M. PÊROU. — h. 0,70. — l. 1,13.
- Combattimento presso Nazareth. — 1 maggio 1187. Dipinto di Eugène Roger — h. 0,70. — l. 1,14.[7].
- Filippo II Augusto di Francia, Dipinto di Émile Signol. — h. 2,55. — l. 1,31.
- Riccardo Cuor di Leone, re d'Inghilterra. Dipinto di Merry-Joseph Blondel. — h. 1,70. — l. 1,14.
- Albéric Clément, maresciallo di Francia. Dipinto di Henri de Caisne. — h. 0,90. — l. 1,02.
- Assedio di Tolemaide — luglio 1191. Dipinto di Fragonard. — h. 0,70. — l. 1,14.
- Torneo sotto le mura di Tolemaide. —1191. -h. 0,70. — l. 0,80.
- Tolemaide si arrende a Filippo Augusto ed a Riccardo Cuor di Leone. — 13 luglio 1191. Dipinto di Merry-Joseph Blondel del 1840. — h. 4,06. — l 4,94.
- Margherita di Francia conduce gli Ungheresi alle crociate. — 1196. Dipinto di Édouard Pingret. — h. 0,70. — l. 0,79.
- Presa di Costantinopoli. — 12 aprile 1204. Dipinto di Eugène Delacroix del 1840. — h. 4,06. — l. 4,92.
- Presa di Damietta. —1219. Dipinto di Henri Delaborde del 1839. — h. 0,70. — l. 0,79.
- Luigi IX (san Luigi), re di Francia. Dipinto di Émile Signol del 1844. — h. 2,98. — l. 2,32.
- Roberto di Francia, conte d'Artois. Dipinto di Henri de Caisne — h. 0,91. — l. 1,04.
- Alfonso di Francia, conte di Poitiers e di Tolosa. Dipinto di Henri de Caisne. — h. 0,91. — l. 1,08.
- Carlo di Francia, conte di Angiò, re di Napoli, di Sicilia e di Gerusalemme. Dipinto di Henri de Caisne. h. 0,94. — l. 0,65.
- Jean de Joinville, siniscalco dello Champagne. Dipinto di Merry-Joseph Blondel. — h. 2,57. — l. 0,70.
- Molay (Jacques), ultimo gran maestro dell'Ordine del Tempio. Dipinto di Amaury-Duval. — h. 1,70. — l. 0,79.
- Foulques de Villaret, 24° gran maestro dell'Ordine di San Giovanni di Gerusalemme. Dipinto di Eugène Goyet — h. 1,70. — l. 1,11.
- Pierre d'Aubusson, 38° gran maestro dell'Ordine di San Giovanni di Gerusalemme. Dipinto di Édouard Odier. — h. 2,65. — l. 1,02.
- Pierre d'Aubusson, gran maestro dell'Ordine di San Giovanni di Gerusalemme, Statua inginocchiata realizzata in gesso. — lunghezza 2,04 m. Il corpo di questa figura è stato modellato sulla base della statua di Villies de l'Isle-Adam proveniente da Malta, mentre la testa venne realizzata da Pierre-Charles Simart.
- Fine dell'assedio di Rodi. — 19 agosto 1480. Dipinto di Édouard Odier. — h. 4,06. — l. 6,55.
- Philippe de Villiers de L'Isle-Adam, 42° gran maestro dell'Ordine di San Giovanni di Gerusalemme. Dipinto di M. SAINT-EVRE. — h. 1,70. — l. 0,79.
- Philippe de Villiers de L'Isle-Adam, gran maestro dell'Ordine di Malta statua inginocchiata realizzata in alabastro. h. 1,25. Questa figura era posta appena fuori dalla chiesa del Tempio a Parigi, venne poi restaurata sotto la direzione di Lenoir e resa parte delle sale museali.
- Entrata dei cavalieri dell'Ordine di San Giovanni a Viterbo. — 1527. Dipinto di Auguste-Hyacinthe Debay. — h. 1,05. — l. 1,01.
- L'ordine di San Giovanni prende possesso dell'Isola di Malta. — 26 ottobre 1530.
- Jean de Valette, 47° gran maestro dell'Ordine di Malta. Dipinto di Charles-Philippe Larivière. h 2,65. — l. 1,01.
- Jean de Valette, gran maestro dell'Ordine di Malta. Statua inginocchiata in gesso. l. 1,85. La figura originale si trova nella chiesa di San Giovanni a Malta.
- Fine dell'assedio di Malta. — settembre 1565. Dipinto di Charles-Philippe Larivière del 1852. — l. 6,55.